# Werbung

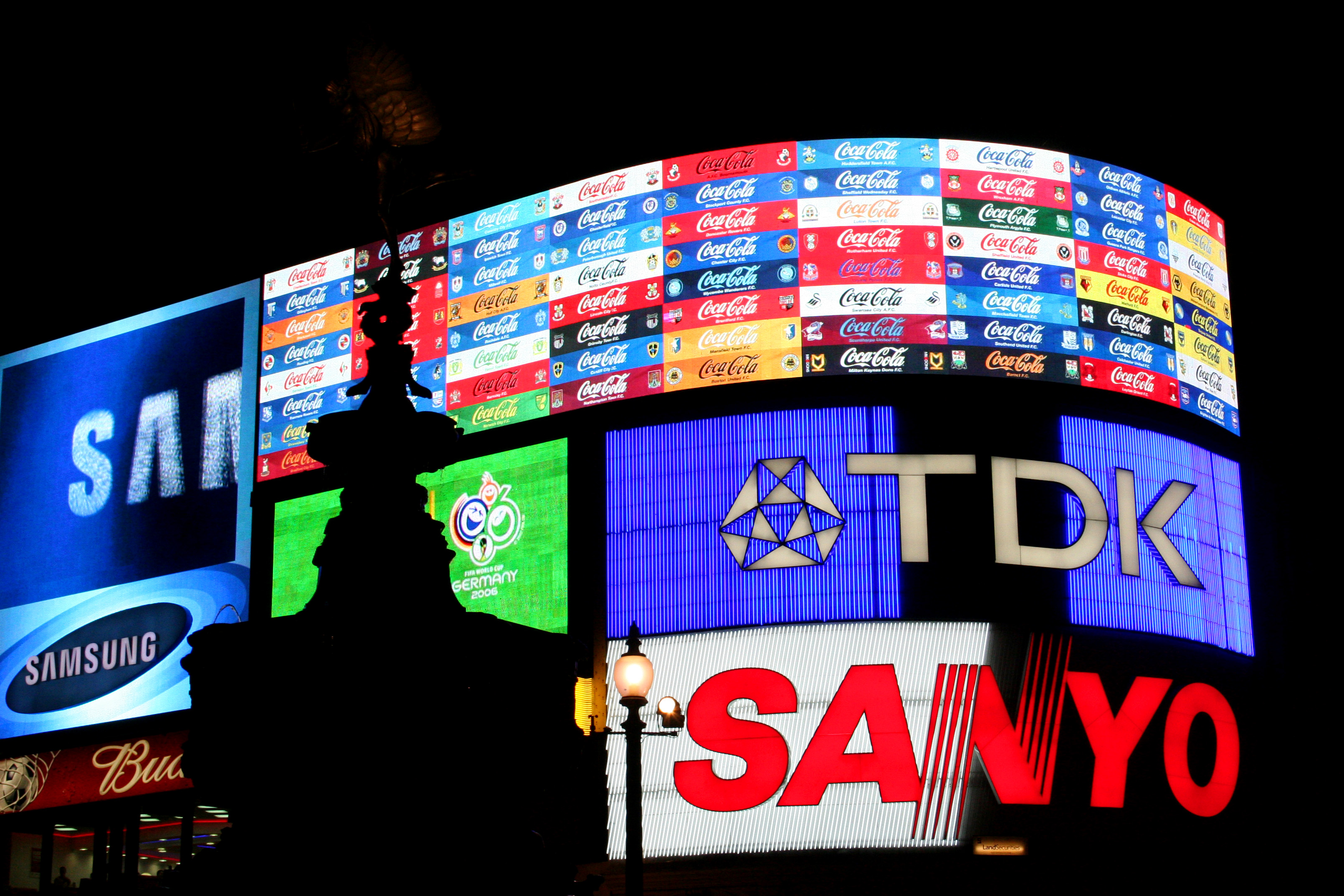
Gebäudefläche als Bildschirm für animierte Leuchtwerbung (Piccadilly Circus, London, 2006)

Werbung ganz allgemein ist ein elementarer Bestandteil der menschlichen Kommunikation, um zweckgebunden Aufmerksamkeit von einzelnen Menschen oder von Gruppen zu erhalten. In diesem Artikel geht es insbesondere um die Werbung im engeren Sinn, somit wird hier Werbung als die Verbreitung von Informationen in der Öffentlichkeit oder an ausgesuchte Zielgruppen durch meist gewinnorientierte Unternehmen verstanden, mit dem Zweck, Produkte und Dienstleistungen bekannt zu machen oder das Image von Unternehmen, Produkten und Dienstleistungen zu pflegen oder aufzubauen.
In diesem Kontext dient sie sowohl der gezielten und bewussten als auch der indirekten und unbewussten Beeinflussung des Menschen zu meist kommerziellen Zwecken. Teils durch emotionale (Suggestion), teils durch informelle Botschaften spricht Werbung bewusste und unbewusste Bedürfnisse an oder erzeugt neue. Werbung wird über das rein optische Vorhandensein eines bedürfnisgerechten Angebotes wie eines ansprechenden Früchtestandes, über verbale Anpreisungen durch Marktschreier oder über Schrift und Text wie Tafeln, Plakate, Zeitungen, Zeitschriften und dergleichen sowie über Bilder verbreitet. Durch die modernen Medien wie Radio, Fernsehen, Film und Kino wurden die Möglichkeiten der Werbung vielschichtiger, komplexer und zum Teil verdeckter, so in der Produktplatzierung oder im Sponsoring.
Dieser Artikel befasst sich mit der Werbung im Hinblick auf jedes beliebige ökonomische Gut und dessen Einfluss auf den Menschen und die Umwelt als auch mit den technischen Anlagen (Werbeanlagen, Werbeträger). Werbeziel in diesem Sinne ist in erster Linie der Verkauf eines Produktes oder einer Dienstleistung; es kann sich aber auch um die Gewinnung eines Kooperationspartners bzw. Investors handeln. Werbung ist damit ein Instrument (wohl das bekannteste) der Kommunikationspolitik, vor allem der Kommunikationspolitik im Marketing und allgemein des Marketings. Im Marketing-Mix einer Marketingkampagne steht die Werbung neben Instrumenten wie Öffentlichkeitsarbeit (Public Relations), Verkaufsförderung, Direktmarketing und persönlichem Verkauf.
Ein Sonderfall ist Werbung für unentgeltliche, nicht gewinnorientierte Dienste oder Informationen wie Mitgliederwerbung, Spendenwerbung oder Wahlwerbung. Werbung wird klassisch als Impuls, Anpreisung, Anregung, Stimulation oder Suggestion transportiert, um eine spezifische Handlung, ein gewisses Gefühl oder einen bestimmten Gedanken bei anderen Menschen anzuregen und zu erzeugen.

## Grundlagen

### Abgrenzung und Definitionen
Im weiteren Sinne ist Werbung ein elementarer Bestandteil der menschlichen Kommunikation, z. B. sozialer Interaktion, um individuelle Aufmerksamkeit zu erregen, Gunst zu gewinnen und soziale Tauschvorgänge einzuleiten, Entscheidungen zu beeinflussen oder um Partner zu werben (siehe Brautwerbung, Flirt und Partnerwahl).
In der Biologie ist andererseits Werbung ein Bestandteil des Paarungsrituals vieler Tiere. Dazu gehören zum Beispiel Balzen, Umwerben, Locken und Drängen.
Im engeren betriebswirtschaftlichen Sinn wird Werbung als eine von mehreren Funktionen der Marktkommunikation im Marketing verstanden. Sie befasst sich mit dem Transport von Werbebotschaften über geeignete Werbemittel an die Zielgruppe(n) eines Unternehmens zur Erreichung eines bestimmten Ergebnisses: in der Regel den (verbesserten) Absatz eines Produktes.
Grundsätzlich zielt Werbung auf die Absatzförderung konkreter Angebote, Produkte oder Dienstleistungen. Im Unterschied dazu befasst sich die Public Relations (Öffentlichkeitsarbeit) wesentlich stärker mit Inhalten, Argumenten und Fakten und ist nicht unmittelbar auf den Absatzerfolg eines Produkts gerichtet, sondern vielmehr darauf, ein allgemeines langfristig positives Image zu schaffen.
Bei manipulativer Werbung in der Politik spricht man von Propaganda, in der Religion von Mission. Zur Anwerbung von Soldaten siehe Werbung (Militär).
Es gehört zum betriebs- und volkswirtschaftlichen Standardwissen, dass die Werbung ein Standbein der wachstumsorientierten, freiheitlich-kapitalistischen Wirtschaft sein kann. „Werbung gehört zum Mark des wirtschaftlichen Kapitalismus“. „Der gegenwärtige Kapitalismus könnte nicht funktionieren und die globalen Produktionsnetzwerke könnten ohne Werbung nicht bestehen.“

„Werbung will Aufmerksamkeit erregen, überraschen, manchmal belustigen, manchmal provozieren, manchmal sogar verstören. Werbung bildet nicht die Realität ab.“

Je nach Stand- bzw. Blickpunkt gibt es verschiedene Begriffsdefinitionen und selbst innerhalb einer Disziplin, z. B. der Betriebswirtschaftslehre gibt es verschiedene Betrachtungsweisen der „Werbung“.
- Karl Christian Behrens versteht darunter „eine absichtliche und zwangsfreie Form der Beeinflussung, welche die Menschen zur Erfüllung der Werbeziele veranlassen soll“.
- Otto Walter Haseloff sieht Werbung als die „öffentliche, gezielte und geplante Kommunikation der Information, der Motivation, der Überzeugung und der Manipulation eines definierten Kreises von Umworbenen zugunsten der Marktchancen eines Produktes oder des Images eines Unternehmens“.
- Heribert Meffert zitiert Schweiger/Schrattenecker (1995): „Ein kommunikativer Beeinflussungsprozess mit Hilfe von (Massen-) Kommunikationsmitteln in verschiedenen Medien, der das Ziel hat, beim Adressaten marktrelevante Einstellungen und Verhaltensweisen im Sinne der Unternehmensziele zu verändern.“[5]
- Frank Neuhaus sieht Werbung als „alle kollektiv wirkenden Maßnahmen, die im Interesse eines Unternehmens oder einer Gruppe von Unternehmen eingesetzt werden, um einen Kundenstamm zu gewinnen, zu entwickeln und zu binden“.
- Philip Kotler und Friedhelm Bliemel definieren die Werbung wie folgt: „Die Werbung ist eines der Instrumente der absatzfördernden Kommunikation. Durch Werbung versuchen die Unternehmen, ihre Zielkunden und andere Gruppen wirkungsvoll anzusprechen und zu beeinflussen. Zur Werbung gehört jede Art der nicht persönlichen Vorstellung und Förderung von Ideen, Waren oder Dienstleistungen eines eindeutig identifizierten Auftraggebers durch den Einsatz bezahlter Medien.“
- Eine tiefer liegende soziologische Definition gibt Ernst Primosch: „Die Werbung ist ein Ort, an dem sich die tief greifenden Erscheinungen einer Epoche ausdrücken, deren Geschichte, Ängste, Mythen, Vorlieben und Interessen“.
- Nach einer juristischen Definition im Gesetz gegen den unlauteren Wettbewerb (UWG) stellt eine Wettbewerbshandlung u. a. jede „Handlung mit dem Ziel der Förderung des eigenen oder fremden Absatzes oder Bezugs von Waren oder Dienstleistungen“ dar (§ 2 UWG).
- Einen Anhaltspunkt zu einer weiteren juristischen Definition liefert das europäische Recht mit Art. 2 a) der Richtlinie zu irreführender und vergleichender Werbung (2006/114/EG). Diese definiert Werbung als „jede Äußerung bei der Ausübung eines Handels, Gewerbes, Handwerks oder freien Berufs mit dem Ziel, den Absatz von Waren oder die Erbringung von Dienstleistungen, einschließlich unbeweglicher Sachen, Rechte und Verpflichtungen, zu fördern“. Diese Definition dient auch als Grundlage im deutschen Wettbewerbsrecht.
- Im Baurecht der deutschen Bundesländer geht es überwiegend um die physische Erscheinung der Werbung und die Genehmigungspflicht. Als sogenannte Werbeanlagen sind in der Bauordnung ortsfeste Einrichtungen definiert, die der Ankündigung oder Anpreisung oder als Hinweis auf Gewerbe oder Beruf dienen und vom öffentlichen Verkehrsraum aus sichtbar sind.[6] Hierzu zählen insbesondere Schilder, Beschriftungen, Bemalungen, Lichtwerbungen, Schaukästen sowie für Zettelanschläge, Bogenanschläge oder Lichtwerbung bestimmte Säulen, Tafeln und Flächen. Dazu gehören auch beispielsweise Anhänger mit Aufschriften, die zu Werbezwecken am Straßenrand abgestellt werden (Sondernutzung). Bei der Zulässigkeit von Werbung innerhalb bestimmter Baugebiete spielt auch der Inhalt der Werbung eine Rolle, wobei zwischen Eigen- und Fremdwerbung unterschieden wird.

### Wortherkunft
Etymologisch handelt es sich hierbei um die substantivierte Form des Verbs werben. Dieses steht in engem Zusammenhang mit wirbeln. Die grundlegende Bedeutung kann daher auch so viel wie „sich drehen“ meinen. Ebenfalls einschlägige Bedeutungen sind: „hin und her gehen“, „sich umtun“, „sich bemühen“, „etwas betreiben“, „ausrichten“, „wenden“ oder „wandeln“.
Seit dem Altertum gab es in vielen Kulturen die Brautwerbung. Die historisch erste neuzeitliche Definition des Begriffs „Werbung“ bezog sich ausschließlich auf Soldatenwerbung. Für das heutige Verständnis des Begriffes verwendete man demgegenüber in Deutschland noch bis in die 1930er Jahre den Begriff Reklame (abgeleitet von französisch réclamer „ausrufen“, „anpreisen“). Dieser wurde von den Nationalsozialisten systematisch verdrängt, da man die angeblich „jüdische Reklame“ der Weimarer Republik durch eine „deutsche Werbung“ ersetzen wollte.

## Geschichte

### Historische Wurzeln der kommerziellen Werbung
Das Auslegen und Anpreisen von Waren auf Märkten stellt die Urform der Werbung dar. Erste Funde kommerzieller Werbetafeln sind aus den Ruinen von Pompeji bekannt. Marktschreier, die von Markt zu Markt zogen, priesen bereits im Mittelalter Waren und Dienstleistungen an. Die Werbung beschränkte sich dabei auf den Ort des Handelns, nämlich den Marktstand oder den Laden. Die Trennung vom Ort des Handelns und die Verwendung anderer Werbemittel bzw. -formen nahm um 1850 im Zusammenhang mit der industriellen Revolution ihren Anfang. Mit der damit einsetzenden Massenproduktion wurden Produkte angeboten, die über die Deckung des existenznotwendigen Bedarfs hinausgingen. Waren deckten in zunehmendem Maße nicht nur den originären Bedarf, sondern befriedigten neben reiner Nutzenerfüllung emotionale und tiefer liegende psychologische Aspekte. Markenprodukte wurden mit der Zeit immer wichtiger. Erste, nun meist in Serie produzierte Luxusgüter waren im gehobenen Massenmarkt erhältlich (wie im großstädtischen Kaufhaus). Bis zum Ersten Weltkrieg wurde für Werbung das Wort Reklame benutzt.
Mit der Pressefreiheit 1849 in Preußen vermehrten sich die geschäftlichen Anzeigen (Annoncen) und die Presse war mehr und mehr auf diese Einnahmen angewiesen. 1855 eröffnete Ferdinand Haasenstein das erste „Vermittlungsinstitut“ (Annoncen-Expedition), um den Anzeigenmarkt zu organisieren. Daraus wurden die ersten Werbeagenturen im deutschsprachigen Raum. Ab 1854 stellte Ernst Litfaß in Berlin die ersten von ihm erfundenen Litfaßsäulen auf. Mit der Zunahme an Werbung fand auch erste Werbekritik ihren Anfang: Menschen beschwerten sich über „Schmutz und Schwindel“ im Anzeigenwesen.
Mit Einsetzen der Massenproduktion wurde Konsum zu einem neuen Bestandteil der Lebenswelt, dessen Bedeutung ständig zunahm. Verbraucher konnten dadurch ihre Position in der Gesellschaft ausdrücken und Markenartikel gewannen an Bedeutung. Marken setzten sich nachhaltig und merklich durch. Hier ist auch ein Professionalisierungsschub der Werbung zu nennen – grafische Darstellungen und bislang unübliche große Schaufenster zierten das Stadtbild seit den 1920er Jahren. Der Slogan Ein Bild sagt mehr als tausend Worte stammt aus dieser Zeit. Die fortschreitende Elektrifizierung brachte erste Lichtreklamen, wie das heute noch bestehende Bayer-Kreuz in Leverkusen.

### Ab dem Jahr 1930
Ab dem Jahr 1930 begann ein Paradigmenwechsel, d. h. ein tief greifender Umwälzungsprozess: Vom Verkäufermarkt, in dem der Anbieter dank knappen Warenangebotes weitgehend die Konditionen festlegte, hin zum nachfragedominierten Käufermarkt. Der Kunde konnte aus einer nun zunehmend reichhaltigen Vielzahl konkurrierender Angebote in einer nun unübersehbar ausufernden Warenwelt wählen. Waren deckten nun zunehmend nicht nur den originären Bedarf, sondern neben reiner Nutzenerfüllung traten zusätzlich oder auch alternativ emotionale Aspekte. Markenprodukte wurden mit der Zeit immer wichtiger.
Verknüpft ist dies insbesondere auch mit einem Zitat aus der damaligen Zeit, das Henry Ford zugesprochen wird, indem er demnach über Werbung sagte: „Wer nicht wirbt, der stirbt“. Dieser Ausspruch hat eine besonders hohe Bekanntheit, da er das Thema Werbung kurz, knapp und besonders drastisch schon damals auf eine schlichen aber sehr anschaulichen und einprägsanmen Satz fokussierte. Als einer der ersten Unternehmer überhaupt erklärte Henry Ford zudem, ein Marketingetat zu einem festen Bestandteil der Unternehmenskalkulation zu machen und reservierte dafür ein entsprechendes Marketingbudget.
Der Beginn der ersten Markenstrategien in Deutschland mit Einführung des Backpulvers von Dr. Oetker gilt als Geburtsstunde des europäischen Marketings und auch als klassisches Beispiel für eine langfristig angelegte Werbestrategie. Odol und Persil gelten als klassische, massenhaft hergestellte Markenprodukte aus dieser Zeit. Als großer Erfolg wurde in diesem Kontext dabei gern angesehen, wenn eine ganze Produktgruppe mit einen Produktnamen angesprochen wurde, wie z. B. die umgangssprachlichen TEMPO-Taschentücher als vermeindliches Synonym für Papiertaschentücher.
Ab 1950/1960 setzte mit dem Einzug der Selbstbedienungsläden ein weiterer Wandel ein. Das Produkt musste sich von anderen abheben. Die vorherige Bekanntheit eines Produktes durch Werbung wurde wichtiger, um die Aufmerksamkeit des Kunden zu erregen.

### Ab dem Jahr 1970
Einige Aspekte aus der damaligen Zeit in Bezug zu Werbung sind:
- In den 1970er Jahren nahm die unaufgeforderte Zustellung von Werbung an Haushalte in Deutschland einen solch mengemäßig großen Umfang an, dass viele der unfreiwilligen Empfänger dieser Werbung diese Praktiken in Frage stellten und dabei die Bezeichnung der „unerwünschten Werbung“ aufkam. Zugleich wies der deutsche Gesetzgeber darauf hin, dass Werbetreibende zu gewährleisten haben, dass eine deutlich geäußerte Ablehnung gegen den Erhalt von Werbung per Telefon, per Briefkasten u. ä. in allen jeweiligen Einzelfällen im Rahmen der allgemeinen Persönlichkeitsrechte von Werbetreibenden strikt zu berücksichtigen ist. Diese Vorgaben wurden später noch verstärkt, indem mittlerweile u. a. Telefonwerbung nach den deutschen Verbraucherschutzbestimmungen nur nach vorheriger Einverständniserklärung des Kunden statthaft ist.

- Der Fernseh/TV-Werbemarkt in Deutschland erhielt durch das hier seit 1984 breitfächig in Betrieb gegangene Privatfernsehen einen sprunghaften immens hohen Zuwachs, zumal sich auch im Bereich des Öffentlich-rechtlichen Rundfunks der Umfang an Werbezeiten sukzessive vergrößte. Ähnliches vollzog sich im Bereich des deutschen Radio-/Hörfunk-Werbemarkts.

### Weltweite digitale Werbenetzwerke
Um die Jahrtausendwende hat der Weg zur Wirtschaftsdigitalisierung für jegliche Werbung und die Werbeindustrie einen Übergang hin zu ganz neuen Möglichkeiten der Werbung aber auch der Verknüpfung zwischen Werbenden und potentiellen Kunden geführt und stellte somit eine neue „Qualität“ bzw. eine neue „Dimension“ der Werbung dar. In diesem Zuge ist ein hochkomplexes weltweites Netz von mittlerweile teilweise sehr einflussreichen und machtvollen digitalen Werbenetzwerken entstanden. Zu diesen großen digitalen Werbenetzwerken gehören u. a. jeweilige Unternehmensteile der Big Tech-Riesen und viele andere, also beispielsweise das Google-Werbenetzwerk, „Apple-Search-Ads“, „Clickadu“, „Amazon-Ads“, „TikTok-Ads“, „Snapchat-Ads“, „Meta Ads“, „Microsoft-Ads“, „EPOM Market“, „Media.net“, „Perpetua“, „Ezoic“, „Adcash“ etc. Dabei sind u. a. sehr deutlich die Unternehmen aus dem Bereich der sozialen Netzwerke vertreten, siehe dafür auch die Liste der größten Social-Media-Plattformen. Auch hinzugekommen ist in dieser Zeit und in diesem Kontext der Begriff des Mikrotargeting, einer digitalen Kommunikationsstrategie vor allem im Bereich der politische Kommunikation und des  Marketings.
Folgende Tabelle zeigt die Werbeausgaben im Markt „Digitale Werbung“ im Jahr 2024 ausgesuchter Länder bzw. einiger ausgewählter Weltregionen. Die Daten sind vom Onlinedienst Statista entnommen.
| Zeile  | Staat / Region | Digitale Werbung im Jahr 2024 | Prognose für das Jahr 2028 | d. h. prognostiziertes jährliches Wachstum 2024–2028 | dabei Quote in 2028 von Programmatic Advertising |
| ------ | -------------- | ----------------------------- | -------------------------- | ---------------------------------------------------- | ------------------------------------------------ |
| Spalte | [1]            | [2]                           | [3]                        | [4]                                                  | [5]                                              |
| 1      | Deutschland    | 16,5 Mrd. €                   | 21,0 Mrd. €                | 6,43 %                                               | 82 %                                             |
| 2      | Japan          | 24,9 Mrd. €                   | 30,2 Mrd. €                | 5,12 %                                               | 80 %                                             |
| 3      | USA            | 273,8 Mrd. €                  | 366,1 Mrd. €               | 7,74 %                                               | 82 %                                             |
| 4      | ganz Amerika   | 308,4 Mrd. €                  | 408,6 Mrd. €               | 7,49 %                                               | 82 %                                             |
| 5      | ganz Europa    | 117,0 Mrd. €                  | 146,8 Mrd. €               | 6,05 %                                               | 82 %                                             |
| 6      | ganz Asien     | 236,1 Mrd. €                  | 302,3 Mrd. €               | 6,58 %                                               | 78 %                                             |

Zur Spalte [5]: Programmatic Advertising oder programmatische Werbung ist ein Begriff aus dem Online-Marketing. Er bezeichnet den vollautomatischen und individualisierten Ein- und Verkauf von Werbeflächen in Echtzeit.
Dabei liegt hierbei folgende Definition zu Grunde: „Digitale Werbung bezieht sich auf die Bewerbung von Produkten oder Dienstleistungen über Online-Kanäle durch den Kauf von Anzeigenplatzierung, um Traffic zu generieren, das Markenbewusstsein zu erhöhen und um Leads und Verkäufe mit datenbasierten Strategien zu generieren. Diese Werbeform nutzt das Internet und verschiedene Technologien, um Zielgruppen basierend auf ihren demografischen Merkmalen, ihrem Online-Verhalten und ihren persönlichen Interessen zu erreichen. Bei digitaler Werbung wird das Internet zur Übermittlung von Marketing-Botschaften in verschiedenen Formaten an Internetnutzer verwendet. Darunter fällt digitale Videowerbung, Suchmaschinenwerbung, Social-Media-Werbung, digitale Werbebanner, digitale Audiowerbung, digitale Kleinanzeigenwerbung, Connected-TV-Werbung, In-App-Werbung und Influencer-Werbung.“

### Einbindung von Influencern
Im Zuge des weltweiten Erfolgs der digitalen Werbenetzwerke in Internetwerbung und mittels Online-Marketing inklusive der parallel damit entstandenen Kategorie der Affiliate-Netzwerke entwickelte sich die in dieser Intensität neue Form der Influencer. Daraus resultieren aufgrund der häufigen und oft nahen Verflechtungen zwischen der Werbeindustie und auch insbesondere der digitalen Werbenetzwerke mit Influencern stets zahlreiche Fragen, insbesondere die Frage, wie unabhängig beide dieser Parteien voneinander agieren und wie seriös.
Für Influencer mit einer hohen Anzahl von digitalen „Followern“ oder sonstigem hohen Vermarktungswert nehmen ihre Werbeerlöse mittlerweile teils beträchtliche Geldsummen und vergleichbares ein. Dabei wird allerdings mitunter von Influencern übersehen, dass ihre Einnahmen über hier generierte Werbegelder ein steuerpflichtiges Einkommen für sie selbst darstellen und so zu behandeln sind.

## Werbemethoden

### Werbeträger und Werbemittel
Der Werbeträger ist das Medium, das die eigentliche Botschaft mit Hilfe von Gestaltungsmitteln (Werbemittel) vermittelt. Mit dem Begriff der Werbung werden häufig gleichzeitig Werbeträger und -mittel abgedeckt. Werbemittel sind Anzeige, Verkaufsprospekte, Brotbeutel mit Werbung, Plakate, Aufkleber, TV-Spot, Radio-Spot, Film-Spot, Paidmailer, Textildruck, Beschriftung, Mailing, Messestand, Werbefigur, Werbemusik, Werbespiele oder Pop-ups. Die Leistung eines bedruckten Werbeträgers wird mit Hilfe des Tausend-Kontakt-Preises (TKP) gemessen, der Preis für je 1000 erreichte potenzielle Interessenten.
Andererseits gibt es den Begriff Werbeträger für den Artikel, der die Werbung übernimmt. Es gibt grundsätzlich kaum etwas, das nicht als Werbeträger geeignet ist oder genutzt wird. Die einzige gemeinsame Bedingung ist, dass der Träger von Menschen wahrgenommen wird. Diese Auflistung gibt daher nur einen Überblick über die Möglichkeiten.
- im öffentlichen Raum (Außenwerbung): Litfaßsäule, Gerüstplane, Baureklame, Plakatwand, Fassaden oder Mauern (Bemalung, Schilder, Ausleger), Bauzaun, Skywriting, Gehwegflächen, Bahnsteige, Treppen
- in der freien Landschaft: an Berührungen, auf Strandflächen
- in öffentlichen und halböffentlichen Einrichtungen: Sportstätten, Schulen, Krankenhäusern, U-Bahn-Stationen
- Werbegeschenke: Kalender, Kugelschreiber, Visitenkarte, Feuerzeug, Chips für Einkaufswagen
- Medienwerbung, z. B. Hörfunksendung, Fernsehsendung, Zeitungswerbung, Prospekt (Werbung), Kinowerbung, Internetseite, Werbespiele, Spam
- Videospiele
- Verkehrsmittelwerbung: auf und in Bahnen und Bussen, Taxen, Lkw
- Textilwerbung: Trikotwerbung, auf Jacken, Hemden, T-Shirts oder Mützen
- Verkaufswerbung am Verkaufsort: Display, Schaufenster, Lautsprecher, Ladenfunk, Verkaufsraumgestaltung, Verkaufsraumbeduftung, Einkaufswagen, CashPoster, das Personal selbst, z. B. im Warenhaus bzw. (Fach-)Einzelhandelswerbung
- Duftwerbung
- gezielte Beschallung
- Tätowierung
- Telefonanruf, Fax
- Couponing

Entwicklungen aus jüngerer Zeit sind Videospiele, die Waren in ihr Programm einflechten, spezielle Werbekanäle in Krankenhäusern sowie Persönlichkeiten, die zeitweise Tätowierungen tragen. Eine Methode, nicht als Werbung zu erkennen, ist das sogenannte Guerilla-Marketing, bei dem ein aufsehenerregendes Gerücht über ein neues Produkt in einer Zielgruppe verbreitet wird. Für finanzschwache US-amerikanische Städte ist es eine Einnahmequelle, Flächen auf Polizeifahrzeugen für Werbezwecke anzubieten. Kuriose Werbeträger wie Raketen oder die Internationale Raumstation ISS oder Lebensmittel erweitern die Palette anscheinend grenzenlos.
Andere beispielhafte Entwicklungen in jüngerer Zeit sind, dass ganze U-Bahn-Stationen in Berlin in Produkthaltestellen umgestaltet und ausschließlich an ein Unternehmen vermietet werden, das Vitrinen, Säulen und Wände mit seiner Werbung ausstattet. Düsseldorf hat multisensorische Erlebnishaltestellen, die mit Lautsprechern und mit Beduftungssystemen bestückt sind, die den Geruch eines beworbenen Waschmittels verströmen. Die Firma Swatch benutzte Beamer, um für Uhren an der Berliner Siegessäule und am Fernsehturm zu werben. Die Geldstrafe in fünfstelliger Höhe für die nicht genehmigte Aktion war eingerechnet; die Illegalität sorgte für zusätzliche Aufmerksamkeit. Zu den neueren Werbeformen zählen im weiteren Sinne auch die Kundenbindungsprogramme, die im Grunde die elektronische Form der früheren Rabattmarken ist. Bereits Anfang des vergangenen Jahrhunderts waren Rabattmarken weit verbreitet und genossen eine hohe Akzeptanz. Ein Beispiel ist die Konzern-Kooperation „Payback“ oder in der Schweiz die Rabattkarten der größeren Lebensmittelkonzerne wie Migros oder Coop. Solche Rabattprogramme sind bei Datenschützern umstritten, weil Unternehmen mit der Zeit Einkaufsprofile erstellen und Einkaufsverhalten erforschen können.
Allerneueste Trends in der Werbung sind der gezielte Einsatz von Düften, die teilweise unterhalb der bewussten Wahrnehmungsschwelle liegen, und die gezielte Beschallung von einzelnen Passanten, wobei die Herkunft einer Botschaft nicht erkennbar ist.
- Lithografie der ersten Berliner Litfaßsäule (1854)
- Reklame für Fahrradbereifung (1948)
- 14 Meter hohe Plakatwand in Südspanien; (seit 1997 „spanisches Kulturgut“ ohne Osborne Schriftzug) (1985)
- Straßenbahn-Zwölfachser der Rhein-Haardtbahn mit vollflächiger Ganzreklame (2004)
- Prospekte auf der Straße (2005)
- Anhänger für Werbezwecke (2009)
- Ganzreklame an einem Heißluftballon

### Sonderformen der Werbung
Aufgrund ihrer Vielschichtigkeit lässt sich Werbung auf unterschiedliche Weise klassifizieren bzw. kategorisieren und es gibt Sonderformen. Die wichtigsten sind:

#### Cross Promotionund Mund-Propaganda
Wenn Unternehmen verschiedener Leistungsbereiche gleiche oder ähnliche Zielgruppen haben und gemeinsame Werbung entwickeln, wie im Fall BMW Z3 und MGM, wird von Cross-Promotion gesprochen. Hier profitieren beide Parteien von der Deckungsgleichheit einer Imagebotschaft und senken gleichzeitig die Schaltkosten bzw. Beschaffungskosten der Ausstattung, z. B. für einen Kinofilm. Derartige Ziele werden auch mit Vitrinentausch im Einzelhandel, Cross-Selling-Aktionen im Außendienst oder gemeinsamer Plakatwerbung von NGOs und karitativen Unternehmen verfolgt.
Auch sind persönliche Empfehlungen (Mundpropaganda) und die Verbundenheit der Zielgruppe für „ihre“ Marken und das allgemein positive Image mancher Marken beispielsweise bei Kindern oder Besserverdienern geeignet, dauerhaft die Aufmerksamkeit auf dazugehörige Angebote zu lenken. Die Empfehlung einer sympathischen Marke oder eines zufrieden stellenden Anbieters im Bekanntenkreis ist eine der Hauptumsatzquellen für das sogenannte Netzwerk-Marketing, bei dem selbstständige Handelsvertreter beinahe ausschließlich über Empfehlungen werben. Sowohl Cross-Promotion als auch das sog. Empfehlungsmarketing nutzt diese Deckungsgleichheit der Meinungsbildung zur Generierung zusätzlicher Interessentenkontakte im Vertrieb.

#### Low-Budget-Werbung
Low-Budget-Werbung (Werbung mit kleinem Etat) ist eine Kategorisierung nach vergleichsweise niedrigem finanziellen Aufwand. Der Werbeerfolg hängt damit stärker von einer guten Werbeidee ab. Strategien für Low-Budget Werbung sind z. B. Guerilla-Marketing, Virales Marketing und Pressemitteilungen.

#### Direktwerbung
Bei der Direktwerbung werden potentielle Kunden direkt angeschrieben. Es handelt sich somit um eine vereinfachte Form des Direktmarketing ohne Dialogelement, also ohne Responseverstärker. Im Unterschied zur allgemeinen Massenwerbung hat die Direktwerbung eine höhere Zielgruppensicherheit, weil sie im Gegensatz z. B. zur Radio- oder Fernsehwerbung personengerichtet eingesetzt wird.
Das wichtigste Element der Direktwerbung ist das Mailing, bei der die Informationen im Vordergrund stehen und nicht die mögliche Antwort des Umworbenen. Die Gestaltung eines solchen Briefes folgt in der Regel im Aufbau dem AIDA-Modell und Erkenntnissen aus der Forschung über Gebrauchstauglichkeit (usability). Eine weitere Sonderform der Direktwerbung ist das Couponing. Mithilfe von Couponing-Portalen versuchen Unternehmen Neukunden mit vergünstigten Kennenlernangeboten für ihre Produkte und Dienstleistungen zu interessieren.

#### Produktplatzierung und Schleichwerbung
Hierbei handelt es sich um Werbung, die zwar wahrgenommen, nicht aber als solche erkannt wird (Schleichwerbung oder Produktplatzierung). Solche Werbung kann eine starke Wirkung zu minimalen Kosten haben. Gängige Produkte werden in Filme oder Fernseh-Programme eingebaut, seien es Zigaretten, Autos, Getränke. Bei der sogenannten virtuellen Werbung werden Waren nachträglich in wiederholte Sendungen platziert. In den USA werden Werbeleinwände virtuell in Übertragungen von Major League Baseballspielen eingefügt und in der gleichen Weise wurden Werbesprüche oder Logos auf den Baldachin oder den Gehweg projiziert, den Showstars bei der 2001 Grammy Awards Verleihung passierten. Werbung wird vor den Filmen in Kinos gezeigt, mit aufwändigen Werbekurzfilmen, wie von Microsoft oder DaimlerChrysler. Die größten Werbeagenturen sind sehr darum bemüht, zusammen mit den größten Medienunternehmen, Programme herzustellen. Das Ergebnis sind '’Infomercials’’, die aber Unterhaltungsprogrammen ähneln. Nach den geltenden Richtlinien der öffentlich-rechtlichen Sendeanstalten ist Schleichwerbung im deutschen Fernsehen verboten.
Arten der Produktplatzierung:
- Verbal Placement – Das Produkt oder die Marke wird in den Filmdialog eingebaut oder sogar besonders hervorgehoben. Beispiel: „Mission Impossible“, wo es in einem Dialog wörtlich heißt: „[…] meine schöne Bulgari-Kette […]“
- Visual Placement – Die Marke wird wörtlich nicht erwähnt, sondern nur im Bild gezeigt, zum Beispiel in Form einer Cola-Dose.
- Country oder Location Placement – Städte, Länder oder Regionen machen Werbung, weil Szenen eines Films dort spielen. Beispiel: Als die drei Teile von „Herr der Ringe“ im Kino liefen, reisten viele Fans an die Drehorte nach Neuseeland.
- Music Placement – Musikverlage versuchen, auf diesem Weg z. B. alte Titel wieder neu zu vermarkten. Im Gegenzug dient die Musik oft als Anreiz, sich den Film anzusehen oder die CD zum Film zu kaufen.
- Negative Produktplatzierung – Produktplatzierungen können auch in negativem Sinn verwendet werden, nämlich um gewisse Produkte in Verruf zu bringen. Beispiel: In US-amerikanischen Polizeifilmen fahren die Übeltäter oft deutsche Autos.
- On-Set Placement – Beim On-Set Placement ist das Produkt für den Handlungsablauf unwichtig. Es kommt nur am Rande und nur ganz kurz ins Bild. Beispiel: leichterkennbares Produkt wird kurz in die Kamera gehalten.
- Image Placement – Der Inhalt eines ganzen Films wird auf ein Produkt, eine Marke oder eine Institution abgestimmt. Beispiel: Der Film „Top Gun“ diente zur Imageverbesserung des Militärs.

#### Unterschwellige Werbung
Unterschwellige Werbung (englisch subliminal advertising, sub-threshold advertising) bezeichnet die Form der Werbung, die auch bei angespannter Aufmerksamkeit nicht bemerkt werden kann (etwa, weil sie aus sehr kurzen, zehntelsekundenlangen tachistoskopischen optischen Botschaften besteht), der aber unterstellt wird, dass sie trotzdem wirkt.
In den 1950er Jahren wurde diese Form der Werbung in den USA, Großbritannien und Deutschland diskutiert, zum Teil anhand erfundener Versuchsberichte wie der Iss-Popcorn-trink-Cola-Studie. Unterschwellige Werbung wurde danach allerdings als optisch und akustisch nachgewiesenermaßen unwirksam fallen gelassen, jedoch nie ganz vergessen. Der Versuch, wirksame optische oder akustische Werbung gänzlich unter der Aufmerksamkeitsschwelle anzubieten, galt nach wahrnehmungspsychologischer Untersuchung lange Zeit als ineffektiv. Neuere Untersuchungen legen nahe, dass unterschwellige Werbung dann wirken kann, wenn sie zu momentanen Bedürfnissen der Rezipienten passt, also zum Beispiel die Werbung für ein Getränk bei durstigen Menschen. Mögliche Anwendungen eröffnet auch die olfaktorische Wahrnehmung, das heißt Werbung über den Geruchssinn, zum Beispiel in der Ausprägung des „Duftdrucks“ (siehe hierzu Ladenverkauf).

#### Personifizierung
Die Personifizierung (Vermenschlichung) abstrakter Begriffe, zum Beispiel Verunreinigungen, lehnt an das Konzept der positiv besetzten Werbefigur an und kehrt die emotionale Assoziation um. Grauschleier oder Flecken werden im Werbespot zu kleinen, haarigen oder gar schleimigen Wesen, um so den natürlichen Ekel des Menschen vor solchen Krankheitsüberträgern (Insekten, Würmern, Milben) zu wecken. Oft wird Wissenschaftlichkeit durch die Darstellung suggeriert; Mikroskopie-Aufnahmen, weiße Kittel, Diagramme.

#### Schockwerbung
Die Lernpsychologie bestätigt empirisch, dass sich ein Thema, also auch ein Produktname, besser in das Gedächtnis einprägt, wenn es in einem emotional erregenden Kontext kennengelernt wird. Eine solche emotionale Erregung können sowohl sexuelle Anspielungen als auch Angst, Ekel oder Wut hervorrufen. Eine hohe Aufmerksamkeit erzielte „Tabu- oder Schockwerbung“ mit negativ besetzten Motiven. Schockierende Werbung, die besonders durch Benetton geprägt wurde (verölte Ente), hat explizit nicht das Produktinteresse zum Ziel: „Wir machen kein Hightech-Produkt. Darum ist es wichtig, dass Menschen, die nicht unsere Pullover und Röcke kaufen, über Benetton sprechen.“
In ihrem Buch „Schockierende Werbung – Verstoß gegen § 1 UWG?“ definiert Ulrike Wünnenberg diese Art und Weise der Werbung folgendermaßen: Es ist „das Werben mit einer ‚gestellten‘ oder realistischen Bildaufnahme, die Not, Leid und Elend, aber auch religiöse oder politisch höchst sensible Themen zum Inhalt hat, keinerlei oder nur unzureichenden Sachbezug zu dem zu bewerbenden Produkt oder Unternehmen aufweist und lediglich bzw. dennoch mit dem Logo eines Unternehmens oder eines Produkts verbunden ist, die aber aufgrund ihres unerwarteten Motivs geeignet ist, Reaktionen vielfältiger Art von heftigster Intensität hervorzurufen“.
Da diese Annahmen sehr unterschiedlich sein können, ist die Wirkung schockierender Werbung immer abhängig von sozialen, kulturellen und individuellen Faktoren. Um provozieren zu können, bedarf es auf Seiten des werbetreibenden Unternehmens daher einer fundierten Kenntnis gesellschaftlicher wie kultureller Umstände und kollektiv akzeptierter Gewohnheiten und deren Grenzen. Auch die menschliche Sexualität eignet sich, um durch die Überschreitung sozial akzeptierter (Seh-)Gewohnheiten im öffentlichen Raum die Aufmerksamkeit des Rezipienten zu erlangen. Um die Jahrhundertwende 1890 bis 1905 zeigte Anheuser-Busch erstmals überhaupt fotografische Abbildungen in der Bierwerbung.
Bis in die 1950er Jahre wurde dann in den USA vereinzelt immer wieder mit leicht erotisch anmutenden Motiven geworben. Doch erst im Spätsommer 1953 kam die erste Playboy-Zeitschrift in den USA auf den Markt. Es wurde erstmals eine Frau vollkommen nackt (erotisch) in einem regulären Magazin abgebildet, das für die breite Öffentlichkeit bestimmt war. Mit der damals noch jungen Marilyn Monroe als Pin-up-Girl und den entsprechend geschalteten Werbeanzeigen des Playboys wurde der Slogan „sex sells“ als solches geprägt. Das entsprechende, allgemeine Werbeumfeld akzeptiert und nutzt dies. Werbemethoden wie diese sind aber nicht ganz unumstritten.
Der Berliner Getränkehersteller K-Fee brachte im Frühjahr 2004 eine Schockwerbung heraus. Während z. B. ein Auto friedlich fährt, schießt eine Zombiegestalt hoch und schreit hysterisch. Allerdings musste die Werbung wieder eingestellt werden, weil sich viele Menschen beim deutschen Werberat beschwert hatten. Der Bundesgerichtshof lockerte allerdings seine Rechtsprechung zu „gefühlsbetonter Reklame“ in einem Urteil vom 22. September 2005, I ZR 55/02. Neu ist, dass eine Werbung nicht allein deswegen unlauter ist, weil sie Kaufinteresse – ohne sachlichen Zusammenhang mit der beworbenen Ware – maßgeblich durch Ansprache sozialen Verantwortungsgefühls weckt (Auslobung einer Spende an Umweltschutzorganisation).

#### Absurde Werbung
Absurde Werbung ist Werbung in Form von nebeneinander gestellten Bildern, Wörtern oder Stimmen, die vom Betrachter als bizarr, irrational, unlogisch und durcheinander empfunden werden. So machte beispielsweise der Computerhersteller Dell in Zeitungsanzeigen Werbung mit einem gefleckten Elefanten. Es werden vier Formen der Absurdität unterschieden und voneinander abgegrenzt: Surrealismus, Anthropomorphismus, Allegorie und Hyperbel. Die Wirkung absurder Werbung ist weitgehend unerforscht. Einige Forschungen haben gezeigt, dass die Wahrnehmung absurder Werbung von Einflussfaktoren, wie vorheriger Einstellung zur Produktkategorie, individuelle Differenzierung, Programmumfeld, abhängig ist.

### Unterschiede in Konsumgüter- und Investitionsgüterwerbung
Investitionsgüter wie Werkzeugmaschinen, Kraftwerke oder Nutzfahrzeuge werden anders verkauft als Konsumprodukte. Klaus Backhaus (Investitionsgütermarketing 2003) stellt dar, dass sich in Bezug auf sämtliche Bereiche des Marketing und der Unternehmensführung für Konsumgüteranbieter und Anbieter langlebiger Waren und Dienstleistungen grundsätzlich unterschiedliche Strategien entwickelt haben. Als Investitionsgüter werden hier Leistungen bezeichnet, die von Organisationen wie Unternehmen oder öffentlichen Verwaltungen beschafft werden, um weitere Leistungen zu erstellen, die nicht in der Distribution an Endkunden (private Haushalte) bestehen.
Im Bereich der Marktkommunikation, insbesondere der Werbung, unterscheiden sich somit Werbestrategie, Tonalität und Copy sowie die Nutzwertorientierung der Werbebotschaft erheblich. Im Konsumgütermarkt finden relevante Werbemaßnahmen eher im Rahmen der klassischen Werbung (TV, Radio, Printmedien) statt. Investitionsgüterwerbung erreicht die Entscheidungsträger hingegen eher per Direktmarketing. Die zahlenmäßig geringeren Zielpersonen (Entscheider institutionalisierter Nachfrager) interessieren sich bewusst weitaus stärker für den sachlichen Informationsgehalt der Werbung, reagieren jedoch ebenso intuitiv auf vertrauensbildende Wirkelemente und Werbemittel wie andere Konsumenten.
In der Regel sind sowohl auf der Abnehmerseite als auch auf Seiten des Anbieters von Investitionsgütern mehrere Personen am Kaufprozess beteiligt, wobei die entsprechenden Organisationen als Buying Center auf der Abnehmerseite bzw. Selling Center auf der Anbieterseite bezeichnet werden. Die Werbung wird somit in erster Linie in der Interaktion zwischen diesen Organisationen geleistet und nicht an einem anonymen, passiven Markt wie beim Konsumgütermarketing platziert. Daher ist eine gewisse Stabilität der Beziehungen zwischen Herstellern und Abnehmern charakteristisch (vgl. Zentes: Grundbegriffe des Marketing, 1996, S. 182).
Geringere Schaltfrequenz mit höherer Informationsdichte sachbezogener Nutzwertinformationen entsprechender Werbemaßnahmen führen zur Schaffung eines positiven Klimas für das persönliche Verkaufsgespräch und zur Stimulierung der Nachfrage auf Folgestufen der Absatzprozesse (z. B. Betreuung, gemeinsame Forschung und Entwicklung sowie Schulung). Die Werbemaßnahmen des Konsumgütermarktes zielen hingegen eher auf affektive Kaufentscheidungen und Imagebildung.

## Werbekanäle

### Klassische Werbung in der Kommunikationspolitik des Marketing
Die klassische Werbung, auch Mediawerbung genannt, hat von allen Instrumenten in der Kommunikationspolitik des Marketing die größte Bedeutung. Die Voraussetzung für den Erfolg der klassischen Werbung ist die Akzeptanz der Werbung bei den Konsumenten. Als klassische Werbung wird Werbung in Insertions-/Printmedien und in Audio-/Videomedien bezeichnet.
Zu den Insertions-/Printmedien gehören:
- Zeitungen
- Publikumszeitschriften
- Special-Interest-Zeitschriften
- Fachzeitschriften

Zu den Audio-/Videomedien gehören:
- Fernseher
- Kino
- Rundfunk
- Internet

### Vor- und Nachteile der verschiedenen Medien
Zeitungen
Vorteile sind, dass sie eine kurzfristige Disponierbarkeit, ein exaktes Timing und eine hohe Aktualität gestatten. Ihr Nachteil ist es, dass die genaue Zielgruppenansprache erschwert ist, da Zeitungen von einem breiten Spektrum der Bevölkerung gelesen werden, nicht nur von der Zielgruppe. Weiterhin können Werbebriefe und kostenlose Zeitungen mit einem entsprechenden Aufkleber am Briefkasten verhindert werden.
Publikums- und Spezielle-Interessen-Zeitschriften
Vorteil ist die relativ hohe Chance für Mehrfachkontakte, sie haben eine hohe Reichweite und verursachen niedrige Kosten. Nachteile sind jedoch Streuverluste, und eine längerfristige Planung ist notwendig.
Fachzeitschriften
Vorteile: Sie werden von einem spezifischen Leserkreis gelesen, und es besteht eine hohe Leser-Involvierung. Nachteile: Der Zweck der Fachzeitschriften, die Vermittlung von Informationen, kann der Werbung entgegenwirken, da die Leser ihre Aufmerksamkeit nur auf die Artikel richten und die Werbung völlig ignorieren.
Fernsehen
Vorteile bestehen darin, dass eine Vielfalt an Gestaltungsvariationen für die Fernsehwerbung besteht, und es wurden neuere Formen der Werbung wie über Videotext ermöglicht. Der Fernseher stellt heutzutage ein grundlegendes Basismedium dar, und die Werbung ist geografisch und zeitlich flexibel. Demgegenüber sind die Nachteile, dass Werbung hohe Kosten verursacht, und es gibt Restriktionen bei der Platzierung der Werbung. Weiterhin ist das Verhältnis der Spotlänge zur Gesamtwerbezeit problematisch, denn wenn die Spotlänge zur Gesamtwerbelänge zu kurz ist, geht die Werbebotschaft in der Menge unter, bei zu langen Werbespots dagegen kann es zur Abnahme der Aufmerksamkeit führen. Weiterhin bestehen leichte Ausweichmöglichkeiten der Werbung (Computer nutzen, stummschalten, umschalten auf ein anderes Programm oder ausschalten).
Kino
Vorteile besitzt die Werbung in Kinos durch eine hohe Kontaktwahrscheinlichkeit und eine hohe Intensität. Zudem können Produkte im Kino direkt nach dem entsprechenden Spot angeboten werden. Nachteil ist die relativ geringe Reichweite (nur die Menschen im Kinosaal werden der Werbung ausgesetzt), und es besteht eine relativ hohe Reaktanzgefahr (die Leute sind im Kino um einen Film zu sehen, bei zu viel Werbung sinkt die Aufmerksamkeit, die der Werbung zugeteilt wird, und es kann zu einem negativen Effekt der Werbung kommen). Außerdem können lange Werbeblöcke auch zur Ärgernis und Gereiztheit des Publikums führen.
Rundfunk
Vorteile sind niedrige Kosten und es kann schnell eine hohe Reichweite erzielt werden. Rundfunk bietet regional eine effektive Werbeform; dem steht der Nachteil entgegen dass dieses Medium für eine national flächendeckende Werbung nicht geeignet ist. Zudem kann in manchen Fällen die gewünschte Zielgruppe nur schwer erreicht werden.
Internet
Seine Vorteile sind die Vielfalt an Gestaltungsvariationen für die Werbung. Das Internet bietet Möglichkeiten der kurzfristigen Disponierbarkeit, eines exakten Timings, einer hohen Aktualität sowie der gezielteren Zielgruppenansprache durch individualisierte Werbung. Nachteil ist die Reaktanzgefahr durch zu viel Werbung. Durch die Verwendung von Popup- und Bannerblockern wird Werbung vom Nutzer nicht mehr wahrgenommen, auch wenn mittlerweile sogenannte Anti-AdBlock-Skripte im Umlauf sind.

### Werbung und Medien
Werbung und Medien stehen in einem engen Zusammenhang. Zeitungen etwa weisen eine mehr oder weniger hohe Anzeigenmenge auf. Die Werbeindustrie finanziert mit diesen Anzeigen die Zeitung und damit indirekt die dahinter stehende Redaktion. Daraus folgen Abhängigkeiten, die einer freien, unabhängigen Berichterstattung widersprechen. Bei kritischer Berichterstattung über gewisse Produkte droht der Werbekunde, keine Anzeigen mehr zu schalten. Andererseits ist einem Werbetreibenden nicht damit gedient, in einer Publikation zu werben, die vom Leser nicht als industrieunabhängig wahrgenommen wird.

#### Abhängigkeiten
Einerseits handelt es sich bei einem Großteil der Werbeträger um Massenmedien, andererseits sind fast alle Massenmedien Werbeträger, viele davon sind hauptsächlich Werbeträger und, mit Ausnahme des überwiegend oder vollständig gebührenfinanzierten öffentlich-rechtlichen Rundfunks, im privaten Eigentum. Das Einkommen der privaten Medien basiert zum großen Teil und manchmal ganz auf Werbeeinnahmen, wie beispielsweise bei Gratiszeitungen oder privaten Rundfunksendern, bei Zeitungen und Zeitschriften bis zu 80 %. Aber auch beim öffentlich-rechtlichen Rundfunk kann bei Werbeeinnahmen von bis zu 40 % von einer Abhängigkeit gesprochen werden.
Aufgrund der hohen Bedeutung der Medien in einem demokratischen Gemeinwesen wird dieses Maß an Abhängigkeit zumindest als Bedrohung für die Vielfalt und Ausgewogenheit der Berichterstattung betrachtet. Ein Medium, das Werbung verbreitet, kann kaum noch unabhängig sein und je größer der Werbeanteil ist, desto höher ist auch die Abhängigkeit. Diese Abhängigkeit hat „ganz bestimmte Auswirkungen auf Art der Medieninhalte […] In der Wirtschaftspresse werden die Medien häufig genau als das bezeichnet, für das sie sich in ihren offenen Momenten ausgeben: als einen Zweig der Werbeindustrie.“

#### Medienkonzentration
Die privaten Medien unterliegen überdies einer zunehmenden Konzentration, wobei die Besitzverhältnisse oftmals verworren oder undurchsichtig sind. Diese Entwicklung stellt eine „laufende Bedrohung der demokratischen Kultur dar“, die nach Meinung von Politikern und Gesellschaftswissenschaftlern, schon für sich alleine genommen in einer Demokratie alle Alarmglocken schrillen lassen müsste. Nur fünf oder sechs Werbeagenturen dominieren die 400 Milliarden US-Dollar schwere globale Werbeindustrie.

„Journalisten stehen schon lange unter dem Druck, Berichte so zu gestalten, dass sie den Werbenden oder den Eigentümern passen …. die überwiegende Mehrheit der Fernsehsender fand, dass ihre Nachrichtenabteilungen sich bei der Gestaltung der Nachrichten ‚kooperativ‘ verhalten, um die ‚nicht traditionelle Einnahmeentwicklung‘ zu unterstützen.“

Negative oder unerwünschte Berichterstattung kann unterbunden oder beeinflusst werden, wenn Werbekunden mit dem Entzug von Aufträgen drohen, oder auch nur, wenn die Gefahr des Auftragsentzuges besteht. Ein deutliches Beispiel hierfür ist die Weigerung von Fernsehstationen in den USA und Kanada, Spots von Adbusters zu verbreiten. Besonders ausgeprägt ist die Abhängigkeit, wenn ein Medium nur einen oder wenige Großkunden hat. Der Einfluss eines Werbekunden betrifft nicht nur Information über ihn oder seine Produkte selbst, sondern auch Inhalte von Sendungen und Artikeln, sogar von Beiträgen, die nicht direkt mit dem Werbekunden zu tun haben. Um ihre Werbeeinnahmen zu sichern, müssen Medien bemüht sein, ein möglichst gutes „Werbeumfeld“ darzustellen.
Im privaten Rundfunkwesen entscheidet grundsätzlich die Quote über das Programm und somit über den Preis, der für Werbung erzielt werden kann. Das Geschäft der Sender besteht in der „Abschöpfung von möglichst viel Aufmerksamkeit. Die Einschaltquote misst die Aufmerksamkeit, die das Medium für die gebotene Aufmerksamkeit einhandelt. Die Dienstleistung dieser Attraktion wird an die Werbewirtschaft verkauft“ und die Zuschauerzahlen bestimmen den Preis, der für die Werbung erzielt werden kann.

#### Die Lage in den USA
In den USA ist die Bestimmung von Inhalten durch Unternehmen bereits seit 1933 gängige Praxis. Die Firma Procter & Gamble (P&G) vereinbarte damals mit einem Radiosender einen Tauschhandel (heute als „Bartering“ bekannt), der Geschichte machte: Der Konzern würde auf eigene Kosten eine Sendung produzieren und der Sender könnte die teure Produktion von Inhalten ersparen. Dafür wollte P&G seine Werbespots verbreitet und seine Produkte in der „Show“ in Szene gesetzt haben. Auf diese Weise entstand die erste Seifenoper (Soap Opera), die Serie ‚Ma Perkins‘, die P&G als Werbemedium für die damals führende Waschmittelmarke „Oxydol“ nutzte. Die Seifenoper wurde von Anfang an von dem neuen Medium „Fernsehen“ übernommen.
Es gibt auch Beispiele unverhohlener Einflussnahme auf die Redaktion. Über seine Werbeagentur PentaCom ließ das US-Unternehmen Chrysler, noch vor seiner Fusion mit Daimler-Benz, einen Brief an zahlreiche Magazine mit der Aufforderung versenden, vor Erscheinen eines Heftes eine Übersicht über die behandelten Themen zu schicken. Vor allem wollte Chrysler erfahren, ob Inhalte vorkommen, die sich „sexuellen, politischen oder sozialen Angelegenheiten“ widmen oder als „provokativ oder offensiv“ ausgelegt werden könnten. David Martin, Chef der Werbeagentur PentaCom, meinte dazu: „Wir begründen das damit, dass man beim Betrachten eines Produktes, das 22.000 $ kostet, dieses Produkt von positiven Dingen umgeben sehen möchte. Es gibt nichts Positives an einem Artikel über Kinderpornografie.“ In einem anderen Fall gab es beim US-Fernsehsender „USA Network“ im Jahr 2000 auf höchster Führungsebene inoffizielle Termine, „um zu erfahren, welche Sendeinhalte Unternehmen wünschten, damit sie ihre Werbeaufträge erteilten.“ Sendungen des Werbefernsehens werden zugeschnitten, getaktet und inhaltlich so gestaltet, dass sie auf die Bedürfnisse der Werbung passen, die Einteilung der Sendung erfolgt in passende Abschnitte für Werbepausen. Diese werden möglichst auch dramaturgisch auf die Werbung abgestimmt, sodass die Abschnitte an ihrem Ende vor einem Spannungshöhepunkt stehen oder eine Frage offenlassen, um den Zuschauer bei der Stange zu halten.
Durch die zunehmende Verbindung lassen sich Werbung und Information immer weniger unterscheiden. „Die Grenzen zwischen Werbung und Medien […] verschwimmen […] immer mehr. Was August Fischer, Vorstandsvorsitzender des Axel Springer Verlags, als ‚bewährte Partnerschaft von Medien und Werbung bezeichnet‘ […], ist für Kritiker nichts weiter als die Unterwanderung der publizistischen Aufgaben und Freiheiten.“ Nach Ansicht des früheren RTL-Chefs Helmut Thoma „sollen und können Privatsender keinem Programmauftrag dienen, sondern ausschließlich dem Unternehmensziel, nämlich der ‚Akzeptanz durch die Werbewirtschaft und durch die Zuschauer.‘“
Patrick Le Lay, ehemaliger Geschäftsführer von TF1, einem privaten französischen Fernsehsender mit einem Marktanteil von 25 bis 30 % sagte: „Im Grunde ist es Aufgabe von TF1, beispielsweise, Coca-Cola beim Verkauf seines Produktes zu unterstützen […] Damit eine Werbebotschaft wahrgenommen wird, muss uns das Gehirn des Zuschauers zur Verfügung stehen, um es, sozusagen, abzulenken, zu entspannen und es zwischen zwei Werbebotschaften bereitzuhalten. Was wir an Coca-Cola verkaufen, ist zur Verfügung stehende menschliche Gehirnzeit.“

#### Zusammenhang von Werbung und Demokratie
Aufgrund dieser Abhängigkeiten ist eine breite, öffentliche und fundamentale Debatte über Werbung und ihren Einfluss auf Information und Meinungsfreiheit, kaum möglich, da alle gängigen Medien davon betroffen sind. „Die Vorstellung, dass die wirtschaftliche Basis der Medien, des Journalismus und der Kommunikation, nämlich die Werbung, besorgniserregende Auswirkungen auf die Demokratie haben könnte, wird aus dem Spektrum legitimer Debatten ausgegrenzt [ebenso, wie] Kapitalismus als Thema in der US-amerikanischen politischen Kultur tabu ist.“
Der US-amerikanische Schriftsteller Upton Sinclair thematisierte 1920 in seinem Roman „The Brass Check“ (dt. Der Sündenlohn 1921) den Einfluss der Eigentümer, Werber und ökonomischen Interessen auf die Medien. Sinclair war damit ein früher Kritiker der strukturellen Grundlage des US-amerikanischen Journalismus. In seinem Buch „Our Master’s Voice – Advertising“ (Die Stimme unserer Herren – Werbung) schrieb der Sozial-Ökologe James Rorty (1890–1973): „Der Mund des dämonischen Wasserspeiers ist ein Lautsprecher, angetrieben von den finanziellen Interessen einer zwei Milliarden Dollar Wirtschaft und in deren Hintergrund die finanziellen Interessen der gesamten Wirtschaft, der Industrie und der Finanzwelt. Er ist nie ruhig, er ertränkt alle anderen Stimmen und er wird nie zurechtgewiesen, denn ist er nicht die Stimme Amerikas? Das ist, was er behauptet, und in gewissem Maße, ist die Behauptung korrekt. […] Sie hat uns beigebracht, wie man lebt, wovor man Angst hat, worauf man stolz ist, wie man schön ist, wie man geliebt wird, wie man beneidet wird, wie man Erfolg hat… Ist es verwunderlich, dass die amerikanische Bevölkerung zunehmend dazu neigt, in Bezug auf dieses unsinnige Geplapper zu sprechen, denken und zu fühlen? Dass die Anregungen für Kunst, Wissenschaften und Religion immer mehr an die Peripherie des amerikanischen Lebens verwiesen werden, um periphere Werte zu werden, die von Randgruppen in ihrer Freizeit gepflegt werden?“

### Werbung in Sport, Bildung und Kultur
Zur Erschließung weiterer Finanzquellen für Aufführungen, Ausstellungen, Konzerte, Kongresse und viele andere Veranstaltungen sowie für den Sport werden Kunst und Kultur in den Dienst der Verkaufsförderung gestellt. Aufgrund der Knappheit öffentlicher Mittel wetteifern Galerien, Museen, Sinfonieorchester um Sponsoren aus der Wirtschaft. Wo Sponsoren teilweise oder ganz die Finanzierung übernehmen, kaufen sie die Dienstleistung der Attraktion. Künstler werden danach beurteilt und bezahlt, inwiefern ihre Kunst kommerzialisierbar ist. Werbung selbst wird zwischenzeitlich weitgehend als Kunst und Beitrag zur Kultur betrachtet. Unternehmen fördern bekannte Künstler und erhalten dafür exklusive Rechte in weltweiten Werbefeldzügen. Die La-Bohème-Aufführung beispielsweise, am Broadway in New York, nahm Werbebotschaften in ihrem Set auf. Werbung wird in die Mode integriert. Das Logo ist bei vielen Kleidungsstücken alleiniges Design und häufig wichtiger als das Kleidungsstück selbst.
Das Filmwesen wird zunehmend durch Strategien wie Lizenzvergaben, „Tie-ins“ (Einbindungen) und Produktplatzierungen in die Werbewirtschaft integriert. Die Hauptfunktion vieler Hollywoodproduktionen liegt heute in der Anpreisung von Waren. Die Presse bezeichnete den 2002er James-Bond-Film „Die Another Day“, der 24 Werbepartner auflistet, als „ad-venture“ (Werbeunternehmen) anstelle von „adventure“ (Abenteuer) und bemerkte, dass Bond nun die „Lizenz zum Verkaufen“ habe (anstelle der Lizenz zum Töten). Da es zur allgemeinen Praxis geworden ist, Produkte in Filmen zu platzieren, „hat dies offensichtliche Auswirkungen darauf, welche Filme für die Werbung attraktiv sind und welche Filme am wahrscheinlichsten gedreht werden“.
Das ursprüngliche absolute Verbot von Werbung an Schulen ist gelockert worden, und Sponsoring ist in den meisten Bundesländern unter bestimmten Bedingungen erlaubt. Es gibt Werbeagenturen, die auf Werbeaktionen an Schulen spezialisiert sind. Städte, wie New York, akzeptieren Sponsoren für öffentliche Spielplätze (siehe auch: Schulmarketing).
Es gibt praktisch keinen Leistungs- und Profi-Sport ohne Sponsoring. Jürgen Hüther und Hans-Jörg Stiehler sprechen von einem Sport/Medien-Komplex als kompliziertes Aggregat von Medien, Agenturen, Management, Sportveranstaltern, Werbung und so weiter mit teils gemeinsamen, teils divergierenden, auf jeden Fall aber kommerziellen Interessen. Die Medien nehmen darin vermutlich einen zentralen Platz ein, weil sie den anderen Beteiligten ein knappes Gut, nämlich (potenzielle) öffentliche Aufmerksamkeit, zur Verfügung stellen können. Im Sport „können Medien enorme Verkaufszahlen hinsichtlich des Umlaufes als auch der Werbung zustande bringen.“
Die Tabakindustrie betrachtete den Sport als wertvollen Werbeträger, wobei der Formel-1-Rennwagen 1994 in einer Zeitschrift der Tabakwirtschaft als die „zugkräftigste Werbefläche der Welt“ beschrieben wurde. Obwohl Tabakwerbung 2007 nur noch bei 7 der 17 Formel-1-Rennen erlaubt war, blieb Phillip Morris bis 2010 Hauptsponsor des Rennstalls Ferrari.
Übertragungsrechte, Sponsoring und Merchandising stellen zwischenzeitlich den größten Anteil an den Einnahmen der im Mediensport tätigen Sportverbände und -vereine, allen voran das IOC (Internationales Olympisches Komitee), und nicht mehr der Verkauf von Eintrittskarten.
Aufgrund der Abhängigkeit von den Werbeeinnahmen hat sich im Sport in den vergangenen Jahren unter dem Einwirken der Medien vieles verändert. Hierzu zählen die Aufnahme von Trendsportarten in die Olympischen Spiele, die Veränderung von Wettkampfdistanzen, Regeländerungen, Animation der Zuschauer, Veränderungen in den Sportstätten, der Starkult um Sportler, die aufgrund ihres Medienwertes rasch in der Werbung und im Unterhaltungsgewerbe reüssieren und nicht zuletzt die Umwandlung von Sportstadien in Konzernarenen. Um an Geld zu kommen, verkaufen Vereine die Namensrechte für Sportstadien an Unternehmen. In den USA setzte dieser Trend bereits in den 1970er Jahren ein. In Deutschland begann er 2001 mit dem Hamburger Volksparkstadion, das in AOL Arena umbenannt wurde. Die meisten Stadien sind zwischenzeitlich dem Beispiel gefolgt: Das Stuttgarter Neckarstadion wurde über verschiedene Variationen zur MHPArena, das Dortmunder Westfalenstadion ist heute offiziell der Signal Iduna Park. Die Umbenennung des Frankenstadions in Nürnberg zu Easycredit-Stadion führte zu Protesten bei Fans und in der Bevölkerung. Der frühere SkyDome in Toronto wurde in das Rogers Centre umbenannt.

### Werbung durch Ärzte und Zahnärzte
Traditionell war Ärzten in Deutschland fast jede Werbung untersagt. Im Zuge der liberalisierenden Rechtsprechung des Bundesverfassungsgerichtes zum Werberecht der Freiberufler wurden die Bestimmungen seit 2002 gelockert.

## Betriebswirtschaft der Werbung

### Werbung im Marketing-Mix der Betriebswirtschaft
Werbung ist ein Instrument in der Kommunikationspolitik, einem Teilbereich des Marketing-Mix. Hier steht sie neben dem Sponsoring sowie der Verkaufsförderung (Promotion), der Öffentlichkeitsarbeit (abgekürzt aus dem Englischen auch PR für Public Relations), dem Eventmarketing, den Messen und Ausstellungen, der persönlichen Kommunikation (Persönlicher Verkauf) und dem Direktmarketing.
Obwohl für beinahe sämtliche Kommunikationsinstrumente eines Unternehmens zentrale Aspekte und Regeln der Werbung gelten wie z. B. die sachgerechte Ansprache der Zielgruppe, die Einpassung in ein übergeordnetes Design (Corporate Design) oder die Messbarkeit anhand von Rücklaufzahlen (sog. Response), haben sich für die weiteren Instrumente der Marktkommunikation jeweils eigene Gesetzmäßigkeiten und Einsatzgebiete entwickelt.
So folgt das Podiumsgespräch zum Thema Standortplanung innerhalb der Öffentlichkeitsarbeit eines Unternehmens den Gesetzen der Wahrnehmung von Reizworten, kann jedoch nicht mit den gleichen kurzfristigen Maßstäben für Erfolg gemessen werden, wie eine mehrstufige Anzeigenkampagne. Werbung kann auf dieser Grundlage weder isoliert von anderen Instrumenten des Marketing betrachtet werden, noch darf die zunehmende wechselseitige Interaktion mit den übrigen Leistungsbereichen eines modernen kundenorientierten Unternehmens vernachlässigt werden.
Neben den vielfältigen Wechselwirkungen mit den Funktionen des Marketing-Mix selbst sind hier insbesondere die Verknüpfung mit der glaubwürdigen Ansprache von Investoren und Geldgebern zur Unternehmensfinanzierung (Finanzkommunikation), der Umgang mit den eigenen Mitarbeitern (Personalmarketing) oder mit Lieferanten (Beschaffungsmarketing) zu nennen. Diese Komplexität kennzeichnet besonders die Werbung der (Binnen-)Groß- und Einzelhandelsunternehmen. Ihre werbliche Ansprache muss nicht nur überzeugend auf Kunden, Lieferanten und Mitarbeiter gerichtet sein, sondern bezieht auch vielfach Mitbewerber mit ein (z. B. kooperative Werbung in Verbundgruppen, Gemeinschaftswerbung, Quartierwerbung).

### Werbemarktkennzahlen Weltweit
| Medium    | Umsatz (Mrd. $) | %    |
| --------- | --------------- | ---- |
| Zeitungen | 94,199          | 21,3 |
| Magazine  | 43,184          | 9,7  |
| Fernsehen | 180,280         | 40,7 |
| Radio     | 31,979          | 7,2  |
| Kino      | 2,258           | 0,5  |
| Outdoor   | 29,319          | 6,6  |
| Internet  | 61,884          | 14,0 |
| Total     | 443,102         | 100  |

„Aufmerksamkeit“ wurde zu einer neuen Ware, für die sich ein Markt entwickelte. Nach Georg Franck funktioniert jede Präsentationsfläche, die einen bestimmten Grad an Aufmerksamkeit garantieren kann, als Magnet für Aufmerksamkeit, z. B. Medien, die eigentlich der Information und Unterhaltung dienen, Kultur und Kunst, öffentlicher Raum usw. Es ist diese Anziehungskraft, die der Werbewirtschaft verkauft wird und Angebot und Nachfrage bestimmen ihren Preis, der wesentlichen Einfluss auf die Werbekosten hat. Laut Franck ist das Maß an Aufmerksamkeit, das im Kampf um Quoten von den Medien aufgesogen und umverteilt wird, nicht identisch mit dem Maß an Aufmerksamkeit, das in der Gesellschaft zur Verfügung steht. „Die gesamte Aufmerksamkeit, die in der Gesellschaft im Umlauf ist, besteht aus solcher, die von den Menschen untereinander ausgetauscht wird und solcher, die der Information durch Medien gewidmet wird. Nur die letztere wird durch quantitative Messung homogenisiert und nur diese nimmt den Charakter einer anonymen Währung an.“ Im Jahr 2006 wurden weltweit 391 Milliarden US-Dollar für Werbung ausgegeben.
Werbung und Wachstum stehen in unmittelbarem kausalen Zusammenhang. Deshalb fordern Kritiker, soweit eine auf Wachstum basierende Wirtschaftsform für die schädliche Lebensweise der Menschen verantwortlich gemacht werden kann, auch die Werbung in dieser Hinsicht auf ihren negativen Einfluss zu betrachten, weil ihr Hauptzweck die Steigerung des Konsums ist. „Die Wirtschaft wird beschuldigt, Antriebsmaschinerie für ein kompliziertes ökonomisches Massenproduktionssystem zu sein, das den Konsum antreibt.“
Nach einer Meldung des Spiegel Online wurde 2008 in den USA erstmals mehr für Onlinewerbung ausgegeben (105,3 Mrd. US$) als für Fernsehwerbung (98,5 Mrd. US$). Den nach wie vor größten Posten nimmt demnach die Druckwerbung mit 147 Mrd. US$ ein. Anfang 2008 meldete Welt Online, dass die US Pharmaindustrie fast doppelt so viel Geld für Werbung als für Forschung ausgibt. Die Pharma-Werbeausgaben beliefen sich auf 57,7 Mrd. US$ (39,9 Mrd. Euro), die Forschungskosten auf 31,5 Mrd. US$ (21,5 Mrd. Euro). In ihrer Untersuchung gehen Marc-André Gagnon von der Université du Québec, Montreal, und Joel Lexchin von der York University, Toronto, Kanada, davon aus, dass die tatsächlichen Ausgaben noch höher liegen, weil nicht alle Posten von den Forschungsinstituten erfasst werden. In diesen Angaben nicht enthalten sind indirekte Werbeaktionen aus anderen Funktionen des Marketing, wie z. B. Rabatte, Verkaufsaktionen oder Preisnachlässe.
Ab den 2010er Jahren gab es eine massive Verschiebung der Werbeausgaben hin zur Online-Werbung, mit einem Anteil von über 64 % 2022 (inkl. Videoplattformen), zulasten der gedruckten und der TV-Werbung.
| Medium                                             | Ausgaben (Mrd. US$) | Prozent |
| -------------------------------------------------- | ------------------- | ------- |
| Video (inkl. Streaming)                            | 245,142             | 29,0    |
| (- davon Linear TV)                                | (161,559)           | (19,1)  |
| (- davon Videoplattformen wie YouTube oder TikTok) | (67,369)            | (7,9)   |
| Audio                                              | 31,161              | 3,7     |
| Außenwerbung                                       | 39,089              | 4,6     |
| Druck                                              | 48,680              | 5,8     |
| Kino                                               | 4,399               | 0,5     |
| Online                                             | 475,497             | 56,3    |
| (- davon Suche)                                    | (262,692)           | (31,1)  |
| (- davon Social Media)                             | (151.089)           | (17,9)  |
| Total                                              | 843,968             | 100     |

### Werbemarktkennzahlen für Deutschland
Im Jahre 2013 beliefen sich die Werbeinvestitionen in Deutschland auf 25,03 Mrd. Euro; 2013 entfielen von den Netto-Werbeeinnahmen erfassbarer Werbeträger (kein Telefonmarketing z. B.) 23,1 % auf das Fernsehen, 16,4 % auf Tageszeitungen, 14,6 % auf Postwerbung und 10,8 % auf Anzeigenblätter. In Deutschland hatten Werbeinvestitionen 2013 einen Anteil von etwa 0,9 % am Bruttosozialprodukt.
Statistische Kenngrößen des Werbemarktes sind die Netto-Werbeeinnahmen der Medien und Werbeträger, die von diesen selbst einmal jährlich an die Branchenverbände gemeldet und dann zusammengefasst vom ZAW veröffentlicht werden (siehe Tabellen), und die Bruttowerbeaufwendungen der Wirtschaft, die vom Marktforschungsunternehmen Nielsen Media Research mit einem so genannten Rate-Card-Monitoring auf Produktebene erfasst werden und primär der Konkurrenzbeobachtung dienen (Erfassung des Werbedrucks für ein Produkt in einer Region oder einem Medium). Rabatte und Sonderkonditionen für die Werbekunden können mit einem Rate-Card-Monitoring nicht erfasst werden. Deshalb öffnet sich die sogenannte Brutto-Netto-Schere zwischen gemessenem Bruttoaufwand tatsächlichen Nettoeinnahmen.
Deutsche Unternehmen gaben 2012 rund 18,3 Milliarden Euro für Werbung in den vom Zentralverband der deutschen Werbewirtschaft in der Jahresstatistik erfassten Werbeträgern aus. Das Fernsehen verbuchte mit rund vier Milliarden Euro die größten Bruttoeinnahmen aller Medien.
Die wichtigsten Standorte der Werbeindustrie in Deutschland waren 2005 Düsseldorf, Hamburg, Köln, Frankfurt und München. Spitzenreiter bei der Zahl der ansässigen Werbeagenturen waren Hamburg (1.889), gefolgt von München (1.824) und Köln (1.253). Am umsatzstärksten waren Düsseldorf (4,24 Mrd.), Hamburg (2,05 Mrd.), Köln (1,72 Mrd.), Frankfurt (1,55 Mrd.) und München (1,12 Mrd.). In den Düsseldorfer Agenturen waren 2005 6.600 Menschen beschäftigt. Laut IHK Frankfurt ist Frankfurt seit Jahren Werbehauptstadt mit Umsätzen von konstant über sieben Milliarden Euro. In der deutschen Werbebranche arbeiteten 2002 knapp 360.000 Menschen. Der Werbe-Zentralverband ZAW schätzt, dass etwa 500.000 Menschen in Deutschland in der Werbebranche (einschließlich Callcenter) tätig sind, sehr viele als freie Mitarbeiter auf selbstständiger Basis.
| Werbeträger            | 2001   | 2002   | 2003   | 2004   | 2005   | 2006   | 2007   | 2008   | 2009   | 2010   | 2011   | 2012   | 2013    | 2014    |
| ---------------------- | ------ | ------ | ------ | ------ | ------ | ------ | ------ | ------ | ------ | ------ | ------ | ------ | ------- | ------- |
| Tageszeitungen         | 5.642  | 4.937  | 4.455  | 4.501  | 4.477  | 4.533  | 4.567  | 4.373  | 3.694  | 3.638  | 3.557  | 3.232  | 2.917   | 2.835   |
| Fernsehen              | 4.469  | 3.956  | 3.811  | 3.860  | 3.930  | 4.114  | 4.156  | 4.036  | 3.640  | 3.954  | 3.981  | 4.037  | 4.125   | 4.289,1 |
| Werbung per Post       | 3.256  | 3.335  | 3.304  | 3.398  | 3.398  | 3.319  | 3.347  | 3.292  | 3.081  | 2.984  | 2.987  | 2.864  | **2.600 |         |
| Anzeigenblätter        | 1.751  | 1.702  | 1.746  | 1.836  | 1.898  | 1.943  | 1.971  | 2.008  | 1.966  | 2.011  | 2.060  | 2.001  | 1.932   | 1.847   |
| Publikumszeitschriften | 2.092  | 1.935  | 1.862  | 1.839  | 1.791  | 1.856  | 1.822  | 1.693  | 1.409  | 1.450  | 1.440  | 1.281  | 1.235   | 1.190   |
| Verzeichnis-Medien     | 1.269  | 1.250  | 1.220  | 1.196  | 1.197  | 1.199  | 1.214  | 1.225  | 1.184  | 1.155  | 1.139  | 1095   | 1.019   | 970,1   |
| Fachzeitschriften      | 1.074  | 966    | 877    | 865    | 902    | 956    | 1.016  | 1.031  | 852    | 860    | 875    | 858    | 889     | 868,6   |
| Außenwerbung           | 760    | 713    | 710    | 720    | 769    | 787    | 820    | 805    | 737    | 766    | 811    | 867    | 891     | 926,3   |
| Hörfunk                | 678    | 595    | 579    | 618    | 664    | 680    | 743    | 711    | 678    | 692    | 709    | 719    | 746     | 737,7   |
| Online-Angebote        | 185    | 227    | 246    | 271    | 332    | 495    | 689    | 754    | 764    | 861    | 990    | 1.054  | 1.151   | 1.344,2 |
| Wochenzeitungen        | 287    | 268    | 225    | 240    | 253    | 260    | 270    | 266    | 208    | 218    | 214    | 199    | 175     | 154.2   |
| Filmtheater            | 170    | 161    | 161    | 147    | 132    | 117    | 106    | 77     | 72     | 75     | 85     | 88     | 80      | 80,6    |
| Zeitungsbeilagen       | *90    | 97     | 86     | 90     | 91     | 90     | 90     | 87     | 82     | 86     | 85     | 81     | 79      | 79,3    |
| Gesamt                 | 21.723 | 20.141 | 19.281 | 19.583 | 19.834 | 20.350 | 20.812 | 20.366 | 18.367 | 18.744 | 18.933 | 18.376 | 17.839  |         |

Netto-Angaben in Mio. €, gerundet, nach Abzug von Mengen- und Malrabatten sowie Mittlerprovisionen, vor Skonti, ohne Produktionskosten.

prozentuale Veränderungen beziehen sich auf nicht-gerundete Werte

*Zeitungssupplements: Ab 2001 werden die Vertriebs- und Anzeigenerlöse miteinander verrechnet und nur als Gesamtergebnis dargestellt.

**2013 weist die ZAW-Statistik, aus der die Daten in dieser Tabelle stammen, die Netto-Einnahmen mit Werbung per Post nicht mehr aus. Als Ersatz wurden hier die Ausgaben für teil- und unadressierte Werbesendungen aus dem Dialog Marketing Monitor der Deutschen Post übernommen (die Deutsche Post war die Quelle für die Angaben zu Werbung per Post in den ZAW-Statistiken)

Quelle: Zentralverband der deutschen Werbewirtschaft 

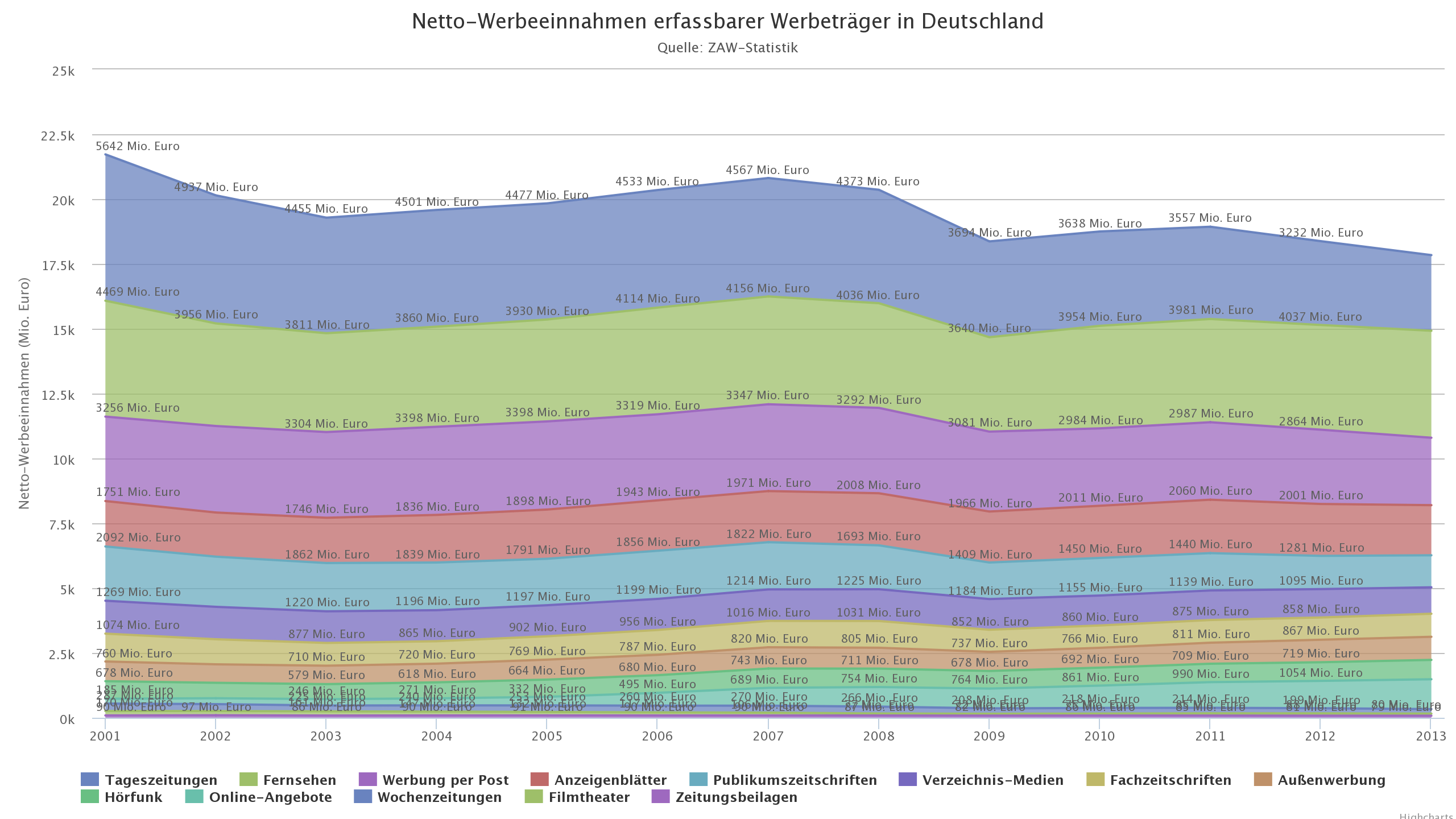
Netto-Angaben in Mio. €, gerundet, nach Abzug von Mengen- und Malrabatten sowie Mittlerprovisionen, vor Skonti, ohne Produktionskosten. Quelle der Daten: Zentralverband der deutschen Werbewirtschaft

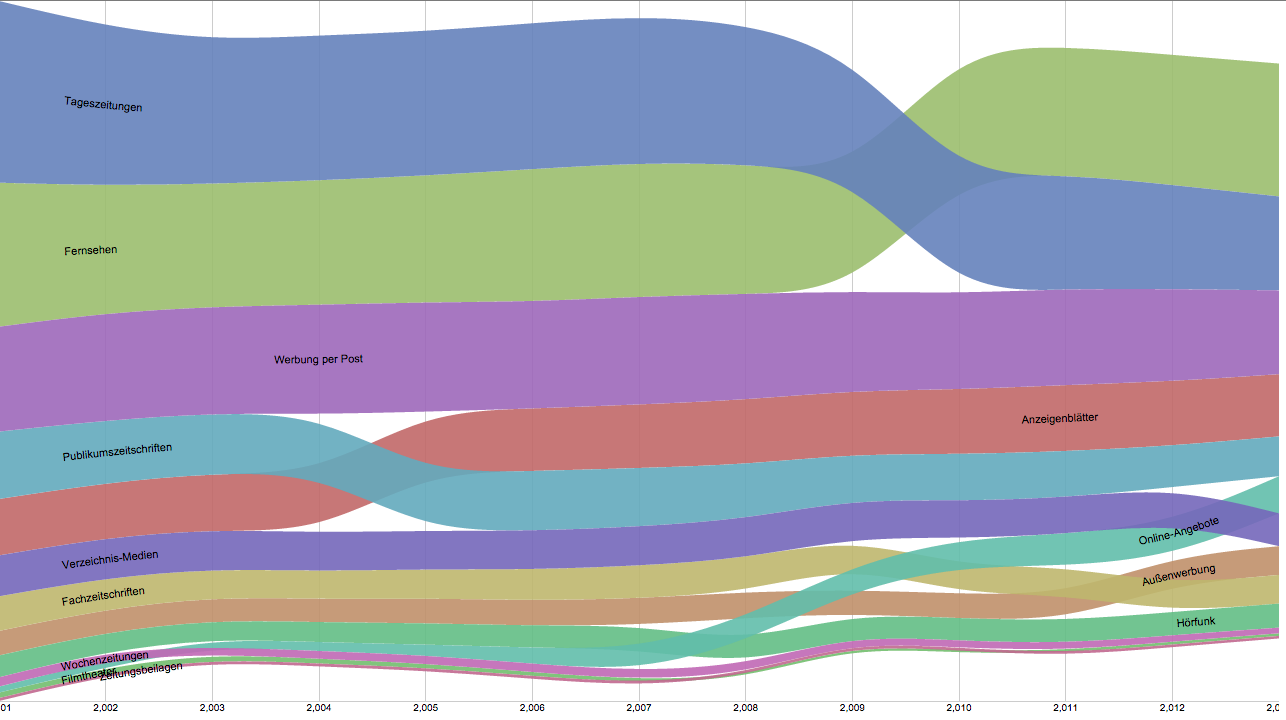
Quelle der Daten: Zentralverband der deutschen Werbewirtschaft

| Werbeträger            | 2001 | 2002 | 2003 | 2004 | 2005 | 2006 | 2007 | 2008 | 2009 | 2010 | 2011 | 2012 | 2013 |
| ---------------------- | ---- | ---- | ---- | ---- | ---- | ---- | ---- | ---- | ---- | ---- | ---- | ---- | ---- |
| Tageszeitungen         | 26,0 | 24,5 | 23,1 | 23,0 | 22,6 | 22,3 | 21,9 | 21,5 | 20,1 | 19,4 | 18,8 | 17,6 | 16,4 |
| Fernsehen              | 20,6 | 19,6 | 19,8 | 19,7 | 19,8 | 20,2 | 20,0 | 19,8 | 19,8 | 21,1 | 21,0 | 22,0 | 23,1 |
| Werbung per Post       | 15,0 | 16,6 | 17,1 | 17,4 | 17,1 | 16,3 | 16,1 | 16,2 | 16,8 | 15,9 | 15,8 | 15,6 | 14,6 |
| Anzeigenblätter        | 8,1  | 8,5  | 9,1  | 9,4  | 9,6  | 9,5  | 9,5  | 9,9  | 10,7 | 10,7 | 10,9 | 10,9 | 10,8 |
| Publikumszeitschriften | 9,6  | 9,6  | 9,7  | 9,4  | 9,0  | 9,1  | 8,8  | 8,3  | 7,7  | 7,7  | 7,6  | 7,0  | 6,9  |
| Verzeichnis-Medien     | 5,8  | 6,2  | 6,3  | 6,1  | 6,0  | 5,9  | 5,8  | 6,0  | 6,4  | 6,2  | 6,0  | 6,0  | 5,7  |
| Fachzeitschriften      | 4,9  | 4,8  | 4,5  | 4,4  | 4,5  | 4,7  | 4,9  | 5,1  | 4,6  | 4,6  | 4,6  | 4,7  | 5,0  |
| Außenwerbung           | 3,5  | 3,5  | 3,7  | 3,7  | 3,9  | 3,9  | 3,9  | 4,0  | 4,0  | 4,1  | 4,3  | 4,7  | 5,0  |
| Hörfunk                | 3,1  | 3,0  | 3,0  | 3,2  | 3,3  | 3,3  | 3,6  | 3,5  | 3,7  | 3,7  | 3,7  | 3,9  | 4,2  |
| Online-Angebote        | 0,9  | 1,1  | 1,3  | 1,4  | 1,7  | 2,4  | 3,3  | 3,7  | 4,2  | 4,6  | 5,2  | 5,7  | 6,5  |
| Wochenzeitungen        | 1,3  | 1,3  | 1,2  | 1,2  | 1,3  | 1,3  | 1,3  | 1,3  | 1,1  | 1,2  | 1,1  | 1,1  | 1,0  |
| Filmtheater            | 0,8  | 0,8  | 0,8  | 0,8  | 0,7  | 0,6  | 0,5  | 0,4  | 0,4  | 0,4  | 0,4  | 0,5  | 0,4  |
| Zeitungsbeilagen       | 0,4  | 0,5  | 0,4  | 0,5  | 0,5  | 0,4  | 0,4  | 0,4  | 0,4  | 0,5  | 0,4  | 0,4  | 0,4  |

## Werbewirtschaft

### Werbeberufe
In der Werbewirtschaft gibt es eine Reihe von unterschiedlichen Berufen. Der Zugang zum Werbeberuf ist nicht einheitlich geregelt. Neben mannigfaltigen Möglichkeiten für Quereinsteiger sind die bekanntesten Hauptausbildungen:
- Kaufmann für Marketingkommunikation
- Werbetexter
- Werbegrafiker
- Werbefotografen

Der Zugang zum Werbeberuf ist auch über ein entsprechendes Studium möglich.
Folgende Hochschulen in Deutschland bieten Studiengänge im Bereich der Werbung an:
- Hochschule der Medien Stuttgart: Werbung und Marktkommunikation
- Hochschule für Angewandte Wissenschaft und Kunst Hildesheim: Advertising-Design
- Hochschule Pforzheim: Betriebswirtschaft/Marketingkommunikation und Werbung
- Universität der Künste Berlin: Gesellschafts- und Wirtschaftskommunikation
- Fachhochschule für Technik und Wirtschaft Berlin: Wirtschaftskommunikation

An einer Hochschule werden die Grundlagen der Werbung wissenschaftlich vertieft (Werbepsychologie, Werbewirkungsforschung, Zielgruppenforschung) und die Planung und Steuerung von Werbung in Agenturen und Unternehmen vermittelt. Dazu gehören auch die Planung ganzheitlicher Marketing- und Kommunikationskonzepte, die Koordination und Kontrolle des Einsatzes der Kommunikationsinstrumente sowie Kreativitätstechniken und Fertigkeiten in der Umsetzung von zum Beispiel Printmedien, Werbespots, Außenmedien oder Onlinemedien. Abschlüsse sind Bachelor of Arts bzw. Bachelor of Science.

#### Werbeagentur
Eine Werbeagentur ist ein Dienstleistungsunternehmen, das für Unternehmen und andere Auftraggeber die Beratung, Konzeption, Planung, Gestaltung und Realisierung von Werbe- und sonstigen Kommunikationsmaßnahmen übernimmt. Eine Werbeagentur kann folgende Leistungen anbieten:
- Analyse und Prognose: Marktforschung, Konsumentenforschung, Mediaforschung
- Entwicklung von Kommunikationsstrategien (strategische Planung)
- Konzeption, Gestaltung und Produktion von Werbemaßnahmen
- Analyse und Kontrolle der Werbewirkung
- Drehbücher der Werbespots (der VDW Award, Preis)

#### Designagentur
Eine Designagentur ist ein Dienstleister, der auf die Entwicklung von Corporate Design (einheitliches Erscheinungsbild auf lange Sicht), Corporate Branding (Markenentwicklung) und Informationsdesign spezialisiert ist. Im Einzelnen ist das die Festlegung von Designkonstanten – Farbigkeit, Typografie, Formen- und Bildsprache.

#### Internetagentur
Internetagenturen sind spezialisierte Designbüros/Werbeagenturen, die Konzeption, Gestaltung und Programmierung von Webseiten und Internetportalen übernehmen. Sie setzen entweder gesamtverantwortlich den online-bezogenen Part von integrierten Marketing-Konzepten um oder übernehmen lediglich Teilaufgaben, wie Suchmaschinenmarketing und Webcontrolling. So erarbeiten Internetagenturen online-orientierte Marketingkonzepte über die reine Webseiten-Gestaltung hinaus und es entsteht eine integrierte Lösung. Dazu richtet die Agentur Content-Management-Systeme (CMS-Redaktionssysteme), Newsletter-Verteilsysteme, Webcontrollingsoftware ein und sorgt für Integration von externen Datenbeständen, Produktdatenbanken, Mitglieder-/Kundendatenbanken.

### Verbände und Organisationen der Werbewirtschaft

#### Zentralverband der deutschen Werbewirtschaft (ZAW)
Anders als in allen anderen Industriestaaten sind in Deutschland sämtliche zur Werbewirtschaft zählenden Gruppen in einer Dachorganisation vereint.
Dem 1949 gegründeten Zentralverband der deutschen Werbewirtschaft e. V. (ZAW) gehören überwiegend Verbände an, deren Mitglieder Wirtschaftswerbung betreiben, vorbereiten, durchführen, gestalten und vermitteln.
Derzeit sind im ZAW 41 Organisationen zusammengeschlossen, gegliedert in die vier Bereiche:
- werbungtreibende Wirtschaft (14)
- Werbung durchführende und Werbemittelhersteller (22)
- Werbeagenturen (1)
- Werbeberufe und Markt- und Sozialforschung (4)

Der ZAW vertritt die Werbewirtschaft in ihren grundsätzlichen Positionen nach außen und bildet den „runden Tisch“ für die Formulierung der gemeinsamen Politik und den Interessenausgleich aller am Werbegeschäft Beteiligten. Dieses wird durch die Gremien des ZAW wahrgenommen.
Die Interessenvertretung des ZAW nach außen erfolgt in erster Linie in Form von Meinungsäußerungen und Stellungnahmen gegenüber Legislative und Exekutive – angefangen von Bundestag, Bundesrat und Bundesregierung über Landesparlamente und Landesregierungen bis hin zu den Kommunen sowie den Institutionen der Europäischen Union.

#### Deutscher Werberat
Der 1972 gegründete Deutsche Werberat ist das selbstdisziplinäre Organ des Zentralverbandes der deutschen Werbewirtschaft (ZAW) und arbeitet als Konfliktregler zwischen Beschwerdeführern aus der Bevölkerung und Werbung treibenden Unternehmen. Äußerer Anlass war eine Resolution des Europarats vom 18. Februar 1972, in der die Mitgliedstaaten zur Gründung selbstdisziplinärer Institutionen der Werbebranche aufgefordert wurden. Vier zentrale Maßstäbe bilden die Grundlage für seine Entscheidung:
1. die allgemeinen Gesetze,
2. die werberechtlichen Vorschriften, die die Unlauterkeit und Irreführung in der Werbung verbieten,
3. die Verhaltensregeln des Deutschen Werberats: für die Werbung mit und vor Kindern im Fernsehen und Hörfunk, für die Bewerbung von alkoholischen Getränken,
4. die aktuell herrschende Auffassung über Sitte, Anstand und Moral in der Gesellschaft.

Der Werberat prüft eingehende Beschwerden und verteilt ggf. öffentliche Rügen. Obwohl es sich bei den Verhaltensnormen um ein selbstdisziplinäres System handelt, das also nur empfehlenden Charakter hat, werden die Vorgaben des Werberats von der Rechtsprechung als Maßstab herangezogen: Verstößt ein werbendes Unternehmen gegen die freiwilligen Verhaltensregeln, bewerten das die Gerichte als unlauteren Wettbewerb und damit als Verstoß gegen die Rechtsnormen des UWG.

#### Gesamtverband Kommunikationsagenturen (GWA)
Der Gesamtverband Kommunikationsagenturen ist die Interessenvertretung der deutschen Werbe- und Kommunikationsagenturen. Die dem GWA angehörenden Agenturen repräsentieren rund 82 Prozent des Umsatzvolumens der Top-200-Agenturen Deutschlands; damit hat der GWA Branchenrelevanz. Der GWA veröffentlicht außerdem jährlich im Frühjahr und Herbst sog. GWA-Monitore, Branchenberichte zur konjunkturellen Lage der Werbebranche und zu Schwerpunktthemen.

#### IVW
Die Informationsgemeinschaft zur Feststellung der Verbreitung von Werbeträgern (IVW) wurde 1949 als Unterorganisation des kurz zuvor konstituierten Zentralverbandes der Deutschen Werbewirtschaft (ZAW) gegründet und 1955 als eingetragener gemeinnütziger Verein mit Sitz in Bonn rechtlich verselbstständigt. Als neutrale Kontrolleinrichtung verfolgt die IVW laut Satzung den Zweck, zur Förderung der Wahrheit und Klarheit der Werbung und damit zur Sicherung eines echten Leistungswettbewerbs vergleichbare und objektiv ermittelte Unterlagen über die Verbreitung von Werbeträgern zu beschaffen und bereitzustellen. Ursprünglich als Einrichtung zur Auflagenkontrolle von Printmedien geschaffen, wurde der Tätigkeitsbereich der IVW im Laufe der Jahrzehnte auf weitere Medien ausgedehnt, nämlich auf Plakatanschlag und Verkehrsmittelwerbung, Filmtheater, Funkmedien, periodische elektronische Datenträger und Onlinemedien, für die jeweils spezielle Richtlinien gelten.

#### Wettbewerbszentrale
Die Zentrale zur Bekämpfung unlauteren Wettbewerbs, kurz Wettbewerbszentrale (WBZ) – die größte und einflussreichste bundesweit und grenzüberschreitend tätige Selbstkontrollinstitution zur Durchsetzung des Rechts gegen den unlauteren Wettbewerb. Die Wettbewerbszentrale vertritt hauptsächlich die Interessen ihrer Mitglieder, nimmt aber auch Beschwerden von Privatpersonen entgegen. Sie ist überwiegend in der Beratung von werbenden Unternehmen und Vermittlung tätig, schreitet aber auch ein und verklagt Unternehmen, die sich nicht an lauteren Wettbewerb halten.

#### Andere deutsche Selbstregulierungsverbände
Neben diesen drei Organisationen existieren spezielle Selbstregulierungen einzelner Branchen, beispielsweise der Zigarettenindustrie oder der Automobilwirtschaft, deren Werbung kritisch von einem Beobachterkreis begleitet wird. Hinzu kommt die Selbstregulierung in der sogenannten „Gesundheitswerbung“, dort ist der Verein für lautere Heilmittelwerbung Integritas wirksam: Diese Organisation überprüft Werbetexte in Fernsehen, Hörfunk, Zeitungen und Publikumszeitschriften systematisch und lückenlos auf Einhaltung des Heilmittelwerbegesetzes, dem UWG sowie den Richtlinien der angeschlossenen Verbände.

#### Europäischer Selbstregulierungsverband
Auf europäischer Ebene sind die nationalen Instanzen der Selbstregulierung in der Werbung seit 1992 in der Europäischen Allianz der Werbeselbstkontrolle (EASA = European Advertising Standards Alliance) organisiert. Die Non-Profit-Organisation mit Sitz in Brüssel wurde damals als Antwort auf die Herausforderung des damaligen EU-Wettbewerbskommissars Sir Leon Brittan gegründet, der konkret wissen wollte, wie bestimmte Bereiche der Werbung besser durch Kooperation als durch detaillierte Gesetze und Vorschriften geregelt werden können. Darauf schlossen sich die nationalen Selbstkontrolleinrichtungen (SROs) Europas zur EASA zusammen. Ursprüngliche Zentralfunktion war die Koordination von Beschwerden bei grenzüberschreitenden Werbemaßnahmen. Seit 2001 ist die EASA jedoch um andere Organisationen aus allen Stufen der Werbebranche erweitert worden, sodass sie mittlerweile das gemeinsame Sprachrohr der werbenden Wirtschaft, der Medien und Agenturen in Europa für sämtliche Fragen der Selbstregulierung, deren Förderung und Durchsetzung darstellt. Sie agiert als europäische Koordinationsstelle zwischen den Selbstregulierungssystemen und -gremien der Werbewirtschaft in ganz Europa. Heute sind in der EASA 28 SROs (davon kommen 24 aus 22 europäischen Ländern, die anderen vier aus der Türkei, Kanada, Neuseeland und Südafrika) und 13 andere Organisationen aus den Bereichen Werbung, Agenturen und Medien organisiert. Deutsche Mitglieder sind der Deutsche Werberat und die Zentrale zur Bekämpfung Unlauteren Wettbewerbs (Wettbewerbszentrale).

## Gesetzliche Regelungen und Einschränkungen

### Europäische Werberegelungen
Im europäischen Recht ist zwar die Werbefreiheit garantiert, es gibt aber kein allgemeines europäisches Werberecht. Die Werbefreiheit stützt sich auf zwei Säulen:
1. die Dienstleistungsfreiheit in Art. 49 EG-Vertrag, da Werbung als Vertriebsaktivität eine Dienstleistung im Sinne von Art. 50 EG-Vertrag ist und dadurch geschützt wird
2. die Warenverkehrsfreiheit gemäß Art. 28 f. EG-Vertrag, da Ziel einer Werbung der Absatz von Waren ist

Die Rechtsprechung des Gerichtshofs zu Werbung hingegen ist noch von einer relativ unscharfen Ein- und Abgrenzung der Schutzbereiche, einer gelegentlich nur summarischen Eingriffsprüfung und der Konzentration auf die Eingriffsrechtfertigung geprägt. Entscheidend dabei ist jeweils, ob der Europäische Gerichtshof (EuGH) die Werbung lediglich zum Bereich der Wirtschafts- und Berufsfreiheit oder aber zum Bereich der Kommunikationsfreiheit zählt.
Die Werbung stellt im EG-Vertrag (EGV) zum einen ein primäres Gemeinschaftsrecht dar. Selbst die Verträge zur Gründung der Europäischen Gemeinschaft für Kohle und Stahl (EGKS) enthalten keine ausdrücklichen Regeln über die Werbung bzw. Werbeverbote, sondern nur „einen bunten Strauß von Werberegelungen unterschiedlicher Ziel- und Wirkrichtungen“. Zum anderen gilt Werbung als sekundäres Recht (= das von den Organen der EG geschaffene Recht) und wird von der EU in Form von Richtlinien und Verordnungen geregelt, die von jedem Mitgliedstaat in nationales Recht umgesetzt werden muss. Die EU-Richtlinien zur Werbung werden unterschieden in:
1. lauterkeitsbezogene: werden oft auch als allgemeines Werberecht bezeichnet, da sie unabhängig von bestimmten Produkten oder Medien sind; da in jedem EU-Land unterschiedliche Regelungen zu unlauterem Wettbewerb existieren, gibt es nur eine Mindestharmonisierung in Bezug auf irreführende Werbung (1984)
2. produktspezifische: Verbot der Öffentlichkeitswerbung für verschreibungspflichtige Arzneimittel, Tabakwerbe- und Sponsoringverbot, Etikettierungsvorschriften für Wein, Schaumwein und Spirituosen, Etikettierungsvorschriften für Nahrungsmittel im Allgemeinen und Babynahrung im Besonderen wegen Irreführungsverbot; Informationspflichten für Pauschalreisen und Finanzdienstleistungen wegen Irreführungsverbot
3. medienspezifisch: wie z. B. die Richtlinie 89/552/EWG (Fernsehrichtlinie)

Es gibt keine vertraglich geregelte Sachbereichskompetenz in der EU. Es gilt die Rechtsangleichungskompetenz nach Art. 100a EGV, nach der jedes EU-Land die Richtlinien umsetzen sollte oder aber eine Begründung für die Abweichung der von der EU vorgeschlagenen Richtlinie geltend machen muss. Einzige Ausnahme: Rechtsangleichungskompetenz nach Art. 66 EGV. Dieser Artikel stellt eine spezielle Kompetenzgrundlage zur Rechtsharmonisierung dar, um Beeinträchtigungen der Dienstleistungsfreiheiten zu beseitigen. Auf diesem beruht z. B. die Fernsehrichtlinie.
Generell gilt: ein werbetreibendes Unternehmen muss sich an die Vorschriften des Landes halten, in dem es seine Waren anbietet. Damit kann es nicht zu einer Inländerdiskriminierung kommen, da alle Unternehmen den nationalen gesetzlichen Regelungen des Mitgliedstaates unterliegen, in dem sich die Geschäftshandlung auswirkt.
Da also ein einheitliches europäisches Werberecht fehlt, werden die inhaltlichen Anforderungen an grenzüberschreitende Werbung in Europa aus den im EG-Vertrag in Form von Richtlinien definierten Regeln subtrahiert. Die wichtigsten in diesem Zusammenhang sind die Richtlinien über:
1. Irreführung (1984), die eine für den Verbraucher irreführende Werbung verbietet. Jedoch ist die Richtlinie hinsichtlich eines einheitlichen europäischen Irreführungsrechts nur einschränkend geeignet, da die Definition der Irreführung von den nationalen Rechtsordnungen und Gerichten auszufüllen sind.
2. Vergleichende Werbung (1997), die darauf abzielt, vergleichende Werbung zuzulassen, um eine Verbesserung der Verbraucherinformation zu ermöglichen.
3. Fernabsatz, die in Art. 10 I die unerwünschte Werbung per Telefax verbietet und die für die grenzüberschreitende, europaweite Werbung relevant ist. Die Regelungen des Europäischen Datenschutzes sind eine wichtige Regelung, da das Internet eine engere Beziehung zwischen Produzent und Verbraucher ermöglicht, sodass der Werbende viele personenbezogene Daten über den Verbraucher zur Verfügung haben muss, um eine effektiv auf den Verbraucher zugeschnittene Werbestrategie zu entwickeln.
4. E-Commerce, die auch für die Werbung von Bedeutung ist. Dabei geht es wesentlich um zwei Aspekte, nämlich den der Transparenz- und Informationspflicht, Art. 6 der Richtlinie, und den der unerbetenen Werbung (Spamming), Art. 7 der Richtlinie.

### Regelungen in Deutschland
Es gibt keine einheitliche und umfassende Regelung in Hinsicht auf das Bewerben bestimmter Bevölkerungsgruppen und dem Werben für bestimmte Güter, dem Umfang der Werbung und der Art und Weise, wie geworben wird. Werbung im Rundfunk und in Tele- und Mediendiensten wird in Deutschland hauptsächlich durch das Gesetz gegen den unlauteren Wettbewerb (UWG), den Rundfunkstaatsvertrag und das Telemediengesetz geregelt. Indirekte Regelungswirkung haben Verbraucherschutz-, Jugendschutz- oder Baugesetze. Ansonsten gibt es noch diverse freiwillige Selbstverpflichtungen (Selbstkontrolle).

#### Vorgaben seitens Verbraucherschutzgesetzen
Deutsche Verbraucherschutzgesetze enthalten verschiedene Vorgaben im Kontext von Werbung, u. a. zählen dazu:
- Die Bezeichnung der „unerwünschten Werbung“ sagt aus, dass Werbetreibende zu gewährleisten haben, dass Regelungen rund um Erhalt von Werbung per Telefon, per Briefkasten u. ä. in allen jeweiligen Einzelfällen im Rahmen der allgemeinen Persönlichkeitsrechte potentieller Kunden von Werbetreibenden strikt zu berücksichtigen sind. Beispielsweise ist Telefonwerbung nach den deutschen Verbraucherschutzbestimmungen nur nach vorheriger Einverständniserklärung des Kunden statthaft. Bei Zuwiderhandlungen Werbender ist für Betroffene die Bundesnetzagentur (BNetzA) ansprechbar, die Werbende, die sich nicht an die Vorgaben halten, sanktionieren kann.
- Die deutschen Verbraucherzentralen informieren über verschiedene diesbezügliche Aspekte und bieten zusätzlich konkrete Hilfen dazu an.[76] Dies betrifft u. a. Umgang mit Lockangeboten, Einkaufsfallen, Fake-Gewinnspiele und -Rezensionen, unerwünschte Telefonwerbung inklusive untergeschobener Verträge etc.
- Arztpraxen dürfen werben, aber mit sachlichen, berufsbezogenen Informationen.[77] Anpreisende, vergleichende und irreführende Werbung ist hier verboten. Auch Lockangebote mit „Deals“ oder selbst kreierte Berufsbezeichnungen sind nicht zulässig.

#### Gesetz gegen den unlauteren Wettbewerb
Das Gesetz gegen den unlauteren Wettbewerb (UWG) ist in Deutschland die Hauptgesetzesgrundlage gegen unlauteren Wettbewerb. Das Gesetz soll einen unverfälschten Wettbewerb ermöglichen und Mitbewerber, Verbraucher und sonstige Marktteilnehmer vor unlauteren geschäftlichen Handlungen schützen. Es wurde 2004 umfassend novelliert und gewährt Unterlassungs-, Schadenersatz-, Beseitigungs-, Gewinnabschöpfungs- und Auskunftsansprüche im Rahmen des geschäftlichen Verkehrs (§ 1 UWG).
Demnach sind geschäftliche Handlungen von Unternehmern gegenüber Verbrauchern unlauter, wenn diese nicht der für den Unternehmer geltenden fachlichen Sorgfalt entsprechen und geeignet sind, die Fähigkeit des Verbrauchers, sich auf Grund von Informationen zu entscheiden, spürbar zu beeinträchtigen und ihn zu einer Entscheidung zu veranlassen, die er sonst nicht getroffen hätte. Hierzu werden u. a. aufgezählt:
- § 4 UWG
  - unsachliche Beeinflussung
  - Ausnutzung der geschäftlichen Unerfahrenheit oder einer Zwangslage, Angstwerbung
  - Verkaufsförderung durch Gewinnspiele
  - getarnte Werbung (sogenannte Schleichwerbung) (bei z. B. Fernsehsendungen, die mit Dauerwerbesendung markiert sind, besteht allerdings eine Ausnahme)
  - Herabsetzung des Konkurrenten (sogenannte Anschwärzung)
  - ergänzender wettbewerbsrechtlicher Leistungsschutz
  - Rechtsbruch
- § 5 UWG
  - irreführende Werbung
- § 6 UWG
  - vergleichende Werbung
- § 7 UWG
  - unzumutbare Belästigung (unaufgeforderte Telefonwerbung, unangeforderte Newsletter, Spam-E-Mail etc.)

Gänzlich verboten sind:
- Irreführung durch unwahre Angaben
- Schneeballsysteme
- Geheimnisverrat (einschließlich Verleiten und Erbieten hierzu)
- Vorlagenmissbrauch

Das UWG bietet keinen Rechtsanspruch für Verbraucher, sondern nur für Mitbewerber und Interessenverbände und somit auch für qualifizierte Verbraucherverbände.
Bei der im § 6 UWG geregelten vergleichenden Werbung geht es um den Vergleich der Leistung eines oder mehrerer Wettbewerber mit dem eigenen Angebot. Die Aufmerksamkeit des Rezipienten wird durch eine Verschiebung von primärer Botschaft mit einer Konkurrenzwertung erhöht. In Deutschland ist die vergleichende Werbung seit dem 14. Juli 2000 aufgrund einer EU-Richtlinie unter bestimmten Vorgaben erlaubt und in § 6 UWG geregelt. Beispielsweise müssen die getroffenen Aussagen auch objektiv nachprüfbar sein und der Wahrheit entsprechen. Außerdem darf (vergleichende) Werbung nicht irreführend sein (§ 5 UWG) und Wettbewerber nicht „verunglimpfen“ oder „herabsetzen“ (§ 2 Nr. 7 UWG).

#### Bewerbung von Kindern und Jugendlichen
Kinder und Jugendliche sind einerseits aufgrund ihrer Kaufkraft für die Wirtschaft interessant, andererseits wegen ihres im Marketing auch Pester Power genannten Einflusses auf das Kaufverhalten ihrer Eltern. Kinder bringen Markenerwartungen hervor, seien sie positiv, negativ oder neutral und sie sind es bereits gewohnt, als Konsumenten angesprochen zu werden. Der langfristige Gewinn für den Werbenden liegt in der Treue des Kindes, die sich in Treue zur Marke übersetzt, wenn es erwachsen ist.
Ihre leichtere Beeinflussbarkeit macht Kinder und Jugendliche für die Werbewirtschaft zu einer besonders begehrten Zielgruppe. Im Jahre 2001 machten Kinderprogramme über 20 % des US-amerikanischen Fernsehkonsums aus. Der weltweite Markt für Kinderprodukte betrug 2002 etwa 132 Milliarden US-Dollar. Kanadische Statistiken besagen, dass das durchschnittliche Kind 350.000 Fernsehwerbebotschaften sieht, ehe es von der High School abgeht.
Laut US-amerikanischem Komitee für Tabak und Gesundheit nutzen Schlüssel-Werbebotschaften die aufkommende Unabhängigkeit junger Menschen aus. Zigaretten, beispielsweise, werden als Modebestandteil benutzt und sprechen junge Frauen an. Zu anderen Einflüssen auf junge Menschen zählt die Verbindung von Sporthelden mit dem Rauchen durch die Sportförderung, das Rauchen von Zigaretten durch bekannte Persönlichkeiten im Fernsehen und Zigarettenwerbung. Forschungsergebnisse lassen darauf schließen, dass jungen Menschen die meistbeworbenen Zigarettenmarken bewusst sind.
Kinder und Jugendliche sind auch Zielgruppe für Produktplatzierungen. McChesney nennt ein Beispiel, in dem der Zeichentrickfilm Foodfight Tausende von Produkten und Charakterikonen bekannter Marken aus dem Supermarkt zeigt. Marken und Charaktere aus der Werbung werden zu Helden in Kinderbüchern und viele dieser Bücher haben Snackmahlzeiten in führenden Rollen. Die Werbeindustrie steht unter wachsendem Druck wegen angenommener Verbindungen zwischen Nahrungsmittelwerbung und einer Reihe sozialer Probleme, insbesondere zunehmender Übergewichtsprobleme.
Hersteller von Spielzeug, Süßigkeiten, Speiseeis, Frühstückskost und Sportartikeln richten ihre Werbung vornehmlich an Kinder und Jugendliche. Aber auch Werbung für Erwachsenenprodukte wendet sich gleichzeitig an die Nachwuchskonsumenten und bevorzugt Medien als Werbeträger, mit denen die Jüngeren erreicht werden können.
Kritiker wenden sich dagegen, dass Kinder und Jugendliche überhaupt eine Zielgruppe für Werbung darstellen und dass die Jugend zunehmend auf die Rolle des Konsumenten reduziert wird. Sie betrachten den Markt der Kinder und Jugendlichen der „Vorreiter des Ad-creep“, weil dort der Widerstand gegen die Werbung am schwächsten ist. „Kinder gehören zu den anspruchsvollsten Beobachtern der Werbung. Sie können Werbelieder singen und Logos identifizieren und sind Produkten stark emotional verbunden. Was sie jedoch nicht verstehen, sind die Zusammenhänge, wie Werbung funktioniert. Massenmedien verkaufen nicht nur Produkte, sondern auch Vorstellungen, wen wir respektieren sollten und was wir wertschätzen sollten.“
Gesetzgeber gehen von der stärkeren Beeinflussbarkeit von Kindern und Jugendlichen und einem entsprechenden Schutzbedürfnis aus. In Bezug auf den Jugendschutz in Deutschland wird die Werbung durch den Jugendmedienschutz-Staatsvertrag beschränkt. Unter Übernahme der Regelung in der Richtlinie 89/552/EWG (Fernsehrichtlinie) gilt für alle Angebote von Telemedien (Teledienste und Mediendienste) und den gesamten Rundfunk, dass Werbung „Kindern und Jugendlichen weder körperlichen noch seelischen Schaden zufügen“ darf, darüber hinaus darf sie nicht:
1. direkte Kaufappelle an Kinder oder Jugendliche enthalten, die deren Unerfahrenheit und Leichtgläubigkeit ausnutzen,
2. Kinder und Jugendliche unmittelbar auffordern, ihre Eltern oder Dritte zum Kauf der beworbenen Waren oder Dienstleistungen zu bewegen,
3. das besondere Vertrauen ausnutzen, das Kinder oder Jugendliche zu Eltern, Lehrern und anderen Vertrauenspersonen haben, oder
4. Kinder oder Minderjährige ohne berechtigten Grund in gefährlichen Situationen zeigen.

Werbung für alkoholische Getränke darf sich weder an Kinder oder Jugendliche richten noch durch Art der Darstellung Kinder und Jugendliche besonders ansprechen oder sie bei Alkoholkonsum darstellen. Gleiches gilt für Tabak-Werbung in Telemedien.
Sonstige Programminhalte, die Kinder oder Jugendliche ansprechen, müssen von Werbung getrennt sein. Im Umfeld eines ansonsten für Kinder oder Jugendliche ausgerichteten Programms darf keine Werbung verbreitet werden, „[…] deren Inhalt geeignet ist, die Entwicklung von Kindern oder Jugendlichen zu einer eigenverantwortlichen und gemeinschaftsfähigen Persönlichkeit zu beeinträchtigen“. Werbung, die sich an Kinder oder Jugendliche richtet oder bei der Kinder oder Jugendliche als Darsteller eingesetzt werden, darf „[…] nicht den Interessen von Kindern oder Jugendlichen schaden oder deren Unerfahrenheit ausnutzen“.
Einer Studie im Auftrag der Bundesdrogenbeauftragten Sabine Bätzing (SPD) zufolge funktioniert die Selbstkontrolle der Werbewirtschaft in Deutschland nicht, da beispielsweise die Menge und Inhalt der Alkoholwerbung und gezieltes Marketing zur Beeinflussung von Jugendlichen nicht kontrolliert bzw. verhindert werden. In dieser Untersuchung wurden zahlreiche Beschwerden über die mangelhafte Selbstkontrolle der Wirtschaft bestätigt und die Drogenbeauftragte forderte eine Reform der Selbstkontrolle in Deutschland. Eine andere Studie der Hochschule Darmstadt kommt zu dem Ergebnis, dass von 945 Anzeigen 543 Verstöße gegen Werberegeln des Deutschen Werberates oder das UWG enthalten.
In anderen Ländern geht die gesetzliche Beschränkung der kindergerichteten Werbung weiter. Im Jahr 1980 wurde in der kanadischen Provinz Québec Werbung für Kinder unter 13 Jahren verboten. „Nach einer Klage durch ein Spielzeugunternehmen bestätigte das Gericht die Übereinstimmung des Gesetzes (Quebec Consumer Protection Act) mit der kanadischen Verfassung.“
In Schweden wurde 1991 ein Gesetz verabschiedet, das Radio- und TV-Werbung verbietet, die sich an Kinder unter zwölf Jahren richtet. Während des Kinderprogrammes ist jede Art von Werbung untersagt. Dies gilt auch für Dänemark, Österreich und Flämisch-Belgien. In Griechenland darf von 7 bis 22 Uhr nicht für Kinderprodukte geworben werden und in Norwegen ist Werbung für Kinder bis zu zwölf Jahren generell verboten. In den USA scheiterte ein Werbeverbot, weil sich die Konzerne auf das Recht der freien Meinungsäußerung beriefen. Auch in Spanien hält man ein Werbeverbot für undemokratisch.

#### Alkoholwerbung
Der Nutzen dieser Beschränkung ist umstritten. Nach der zuvor genannten Studie im Auftrag der Bundesdrogenbeauftragten trägt Alkoholwerbung „maßgeblich dazu bei, dass Jugendliche früh mit dem Trinken anfangen… Danach trinken Jugendliche umso früher und umso mehr, je mehr Alkoholwerbung sie gesehen haben. Der Studie zufolge funktioniert die Selbstkontrolle der Werbewirtschaft nicht. Menge und Inhalt der Alkoholwerbung würden nicht kontrolliert…“
Im Juli 2009 hat die Gesundheitsministerkonferenz der Länder (GMK) einstimmig einen Antrag verabschiedet, nach dem die Hersteller alkoholhaltiger Getränke freiwillig auf Imagewerbung verzichten sollen. Die Forderung ist, dass nur noch Produktwerbung betrieben werden soll. Auch der Deutsche Werberat solle darauf hinwirken, seine Regeln bezüglich Alkoholwerbung zu ergänzen.
Der Drogen- und Suchtbeauftragte der Bundesregierung, Burkhard Blienert, dringt (Stand September 2023) auf umfangreichere Einschränkungen bei der Alkoholwerbung und auf mehr Jugendschutz in Deutschland. Er befürwortet Frankreichs Weg, bereits bei der Alkoholwerbung auf Risiken hinzuweisen. Er plädiert dafür, die Altersgrenze beim Alkoholkauf von derzeit 16 Jahren anzuheben.
2022 gab das Gesundheitsministerium bei dem Institut für interdisziplinäre Sucht- und Drogenforschung eine „Studie zum Forschungsstand der Assoziationen zwischen Alkoholmarketing / -Sponsoring und Alkoholkonsum“ in Auftrag, die im Frühjahr 2023 zu dem Ergebnis kam, dass vor dem Hintergrund der verfügbaren Literatur zu empfehlen sei, „ein vollständiges Marketingverbot“ für Alkohol zu erlassen.

#### Baurecht, Satzungen und Denkmalschutz
Werbeanlagen sind Gegenstand des Baurechts, weil sie wahrnehmbare Baulichkeiten darstellen, die die Gestalt des öffentlichen Raumes beeinflussen. Jeder optisch wahrnehmbare Ort kommt als Werbeträger in Frage. Alle Siedlungsformen, aber auch Flächen, die die Natur darbietet, können Medien für Werbezwecke darstellen. Werbeplakate und -anlagen sind in den meisten Städten bestimmende, wenn nicht gar die bestimmenden Faktoren des Stadtbildes. Die Anzahl und vor allem die Größen der Werbeflächen nehmen weiter zu. „Die Werbung im öffentlichen Raum ist nicht mehr zu meiden.“ Traditionelle Plakate und Wartehäuschen sind auffälligeren Methoden gewichen, z. B. eingewickelte Fahrzeuge, ganze Gebäudeseiten, elektronische Plakate, Kioske, Taxis, Poster, Busse u. a. Digitale Technologie dient an Gebäudewänden als „urbane Anzeigetafeln“. Hanno Rauterberg spricht von Vermüllung und einer Diktatur, der nicht zu entkommen ist.
Höchster Druck besteht auf öffentliche Räume, die in besonderem Maße bekannt sind und frequentiert und von Werbung instrumentalisiert werden. Damit spielt Werbung auch für das Image und die Identität einer Stadt eine große Rolle (z. B. Piccadilly Circus, Times Square). „In eben dieser Eigenschaft werden die Räume nun privatisiert. Sie werden mit Schautafeln und Anlagen für den Blickfang gespickt, sie werden zu Medien für die Werbung umgestaltet.“
Insbesondere Baurechtler, Architekten und Stadtplaner sprechen von einer Beeinträchtigung des Stadtbildes, wenn nicht gar von der Verschandelung der Städte durch Werbung, wobei auf historische Strukturen selten Rücksicht genommen wird. Im deutschen Bau- und Planungsrecht geht der Gesetzgeber auf diese Problematik ein. Als öffentliche Güter sind Stadt- und Naturräume Gegenstand des „ästhetischen Umweltschutzes“ im Planungsrecht, im Denkmalschutz, Landschaftsschutz und Naturschutz; als bauliche Anlagen (ortsfeste Einrichtung) sind Werbeanlagen Thema des Baugenehmigungswesens, unterliegen dem Bauordnungsrecht und den Landesbauordnungen; die Errichtung, Änderung ist grundsätzlich genehmigungspflichtig, in bestimmten Fällen auch das bloße Auswechseln der Werbeschrift. Unter ortsfesten Anlagen versteht die Rechtsprechung Werbeanlagen,
- die aus Baustoffen hergestellt sind,
- die an einer baulichen Anlage befestigt sind,
- die mit dieser Anlage nicht nur vorübergehend verbunden sind und
- deren Bestandteile umfassendes Ganzes nach Verkehrsanschauung als eine Sache betrachtet wird.

Gegenstand der städtebaurechtlichen Betrachtung sind nur Werbeanlagen, die vom öffentlichen Verkehrsraum sichtbar sind, wobei in diesem Falle zum Verkehrsraum alle Flächen zählen, die für die Allgemeinheit zugänglich sind. Ablehnungsgründe für eine Genehmigung können u. a. sein:
- Verunstaltung der baulichen Anlage, des Straßen-, Orts- oder Landschaftsbildes
- Gefährdung der Sicherheit und Flüssigkeit des Verkehrs (Obstruktion oder Ablenkung)
- zu starke Verdichtung von Werbeanlagen (störende Häufung ab ca. drei Werbeanlagen)
- Beeinträchtigung der Wohnzwecke der Gebäude (z. B. durch das Licht)

Die Landesbauordnungen nehmen einige weniger bedeutsame Werbevorhaben von der Genehmigungsbedürftigkeit aus, da mit ihnen regelmäßig weniger gravierende städtebauliche Auswirkungen verbunden sind, z. B. § 62 Abs. 1 Nr. 12 ff. BauO NRW; Nr. 9 des Anhangs zu § 50 Abs. 1 LBO BW.
Im Bauplanungsrecht sind Werbeanlagen baulichen Anlagen im Sinne des Baugesetzbuches (§ 29 BauGB), wenn sie bodenrechtliche Relevanz besitzen. Demnach müssen sie geeignet sein, das Bedürfnis nach einer Satzung hervorzurufen, die ihre Zulässigkeit regelt. Diese Relevanz ist regelmäßig gegeben, wenn der städtebaulich beachtliche Belang des Ortsbildes berührt ist.
In Werbesatzungen, Gestaltungssatzungen oder Bebauungsplänen kann auf Grundlage der Landesbauordnungen Werbung eingeschränkt oder gebietsweise völlig ausgeschlossen und für Werbeanlagen Gestaltungsvorschriften erlassen werden. Diese Möglichkeiten sind besonders für historische Altstädte von Bedeutung.
Der Denkmalschutz geht bei der Genehmigung von Werbeanlagen von rein optisch-gestalterischen Maßstäben aus. Die Anlage muss beispielsweise gestalterisch zu einem Gebäude passen und darf i. d. R. keine Bauteile verdecken; Beleuchtung darf meistens nur indirekt und dezent sein.
Im Planungsrecht werden nach den Landesbauordnungen bestimmte Stadtgebiete als auch der Außenbereich hinsichtlich der Werbeanlagen als besonders schutzwürdig betrachtet. In Kleinsiedlungsgebieten, reinen und allgemeinen Wohngebieten ist Werbung nur an der Stätte der Leistung (in reinen Wohngebieten nur als Hinweisschild) zulässig (z. B. § 11 Abs. 4 LBO-BW). Im Außenbereich fällt Werbung generell unter das generelle Verbot der Errichtung baulicher Anlagen und ist in der Regel nur an der Stätte der Leistung zulässig. Wie für alle baulichen Anlagen gilt auch für Werbung die Maßgabe, dass sie das Straßen-, Orts- oder Landschaftsbild nicht verunstalten oder die beabsichtigte Gestaltung nicht beeinträchtigen darf (z. B. § 11 Abs. 1 LBO-BW).
Einen radikalen Schritt gegen Werbung im öffentlichen Raum unternahm 2010 die brasilianische Metropole São Paulo mit einem generellen Verbot von Werbetafeln und -plakaten.

### Regelungen in der Schweiz

#### Allgemeine Bestimmungen
Das Bundesgesetz gegen den unlauteren Wettbewerb (UWG) enthält grundlegende Bestimmungen über zulässige und untersagte Werbe- und Verkaufsmethoden in der Schweiz. Zentral ist Art. 3, der «Unlautere Werbe- und Verkaufsmethoden und anderes widerrechtliches Verhalten» definiert. Neben dem Rechtsweg, können Verstöße auch bei der Schweizerischen Lauterkeitskommission mit einer Beschwerde überprüft werden.

#### Medienspezifische Bestimmungen
In Radio und Fernsehen gilt in der Schweiz ein Werbeverbot für Tabakwaren, hochprozentige alkoholische Getränke, politische Themen (Parteien, Politiker, Abstimmungsvorlagen) sowie religiöse Themen (Bekenntnisse, Institutionen, Personen). Einschränkungen bestehen auch bei der Werbung für Heilmittel und medizinischen Behandlungen. Das Bundesgesetz über Radio und Fernsehen (RTVG) enthält zudem Regelungen betreffend die Erkennbarkeit der Werbung (Art. 9), Einfügung und Dauer der Werbung (Art. 11), Sponsoring (Art. 12) sowie den Schutz von Minderjährigen (Art. 13).
Für Außenwerbung gibt es auf eidgenössischer Ebene insbesondere Bestimmungen im Zusammenhang mit dem Straßenverkehr. Das Strassenverkehrsgesetz (SVG) Art. 6 erlaubt Werbung (im Gesetz als «Reklamen» bezeichnet) im Strassenumfeld nur dann, wenn sie die Verkehrssicherheit nicht beeinträchtigen; die Details sind in der Signalisationsverordnung (SSV) Art. 95 bis Art. 100 geregelt. Zudem gibt es in der Verordnung über die technischen Anforderungen an Strassenfahrzeuge (VTS) Art. 70 Vorschriften betreffend Werbung auf Fahrzeugen. Im Bereich von Nationalstraßen ist Werbung gemäß Bundesgesetz über die Nationalstraßen (NSG) generell verboten.

#### Produktspezifische Bestimmungen
Für bestimmte Produkte und Dienstleistungen gelten in der Schweiz besondere Werbevorschriften. Die Verordnung über die Arzneimittelwerbung (AWV) regelt sowohl die Werbung bei Fachpersonen (Ärzte, Apotheker, Drogisten; Art. 3 – Art. 13) als auch beim Publikum (Art. 14 – Art. 22). Für Glücksspiele gibt es Werbebestimmungen im Spielbankengesetz (SBG) Art. 33.
Für Tabakprodukte gelten ein generelles Werbeverbot in Radio und Fernsehen (siehe oben) sowie Einschränkungen im Interesse des Jugendschutzes (siehe unten). Mit dem neuen Tabakproduktegesetz will der Bundesrat in Zukunft Werbung und Sponsoring für Zigaretten und andere Tabakprodukte strenger regeln; sowohl der Ständerat als auch der Nationalrat haben den Gesetzesentwurf jedoch zurückgewiesen.
Bei Werbung für alkoholhaltige Getränke ist der Alkoholgehalt entscheidend: Während Werbung für Bier und Wein nur im Bereich des Jugendschutzes Einschränkungen kennt (siehe unten), ist die Werbung für hochprozentige Getränke stark reglementiert. So darf beispielsweise in Radio und Fernsehen, an bzw. in öffentlichen Gebäuden und Verkehrsmitteln oder im Bereich von Sportplätzen und Sportveranstaltungen generell nicht für Spirituosen geworben werden. Zudem sind verkaufsfördernde Maßnahmen wie Preisvergleiche, Zugaben und Vergünstigungen sowie Wettbewerbe untersagt. Werbung für hochprozentige Getränke darf zudem nur das Produkt selbst zeigen (also beispielsweise keine Personen oder Landschaften).

#### Zielgruppenspezifische Bestimmungen
Die Lebensmittel- und Gebrauchsgegenständeverordnung (LGV) verbietet in Art. 11 Werbung für alkoholische Getränke, die sich speziell an Jugendliche unter 18 Jahren richtet. Darunter fällt u. a. Alkoholwerbung an Orten und Veranstaltungen, die hauptsächlich von Jugendlichen besucht werden, sowie in Publikationen, die sich hauptsächlich an Jugendliche wenden. Ein analoges Werbeverbot gilt auch für Tabakwaren; dieses ist in der Verordnung über Tabakerzeugnisse und Raucherwaren mit Tabakersatzstoffen (TabV) im Art. 18 festgeschrieben.

### Besteuerung der Werbung
Öffentliche Interessengruppen schlagen vor, dass der „von der Werbung in Anspruch genommene Zugang zum mentalen Raum besteuert werden sollte, da gegenwärtig dieser Raum kostenlos von der Werbung genutzt wird, ohne Ausgleich für die Mitglieder der Gesellschaft, die folglich gestört werden. Eine solche Steuer hätte die Funktion einer Lenkungsabgabe, in dem sie das reduziert, was zunehmend als öffentliche Belästigung betrachtet wird. Bemühungen in diese Richtung nehmen Fahrt auf. Die US-Bundesstaaten Arkansas und Maine ziehen in Betracht, entsprechende Gesetzesvorlagen einzubringen. Florida führte bereits 1987 eine solche Steuer ein, musste sie aber nach sechs Monaten auf Druck der nationalen Wirtschaftsinteressen zurückziehen. Die Absage von Kongressen verursachte erhebliche Verluste in der Tourismusbranche und stornierte Werbung führte allein im Rundfunk zu 12 Millionen US-Dollar Verlust“.
In den USA, beispielsweise, ist Werbung steuerabzugsfähig und Vorschläge, die Abzugsfähigkeit zu beschränken treffen auf vehemente Ablehnung aus der Wirtschaft, ganz zu schweigen von Vorschlägen für eine Sondersteuer. In anderen Ländern wird Werbung wenigstens wie eine Dienstleistung besteuert und in einigen gibt es sogar eine spezielle Werbesteuer, allerdings auf einem sehr niedrigen Niveau. In vielen Fällen bezieht sich die Besteuerung speziell auf Werbemedien, z. B. in Österreich, Italien, Griechenland, den Niederlanden, Türkei oder Estland. Europäische Länder mit Werbesteuer oder ähnlichen Abgaben sind:
- Belgien: Reklame- oder Plakatsteuer (taxe d’affichage bzw. aanplakkingstaks) auf Plakatanschläge in der Öffentlichkeit, in Abhängigkeit von der Größe und der Papierart der Plakate, sowie auf Leuchtreklame;
- Frankreich: Steuer auf Fernsehwerbung (taxe sur la publicité télévisée) in Form von festen Beträgen, die von der Preishöhe je Werbeeinheit abhängen;
- Italien: Gemeindesteuer auf akustische oder visuelle Werbeformen im Gemeindebezirk (imposta comunale sulla pubblicità) und Gemeindesteuer auf Schilder, Plakate, Zeichen und anderer Reklamearten (diritti sulle pubbliche affissioni), deren Tarife von den Gemeinden festgelegt werden;
- Niederlande: Reklamesteuern (reclamebelastingen) mit unterschiedlichen Tarifen auf bestimmte Werbemaßnahmen (unter Ausschluss von Anzeigen in Zeitungen und Zeitschriften), die von den Gemeinden in Abhängigkeit von der Art der Werbemaßnahmen (Plakate, Leuchtschilder usw.) erhoben werden können;
- Österreich: Ankündigungsabgaben der Gemeinden auf Ankündigungen durch Schrift, Bild oder Lichtwirkung an öffentlichen Orten oder in öffentlich zugänglichen Räumen mit unterschiedlichen Sätzen, die vom Entgelt, der Fläche oder der Zeitdauer der Werbemaßnahmen abhängen, sowie Anzeigenabgaben auf die entgeltliche Aufnahme von Anzeigen in Druckschriften von im Allgemeinen zehn Prozent des Entgelts;
- Schweden: Reklamesteuer („reklamskatt“) auf Anzeigen und andere Werbung (Plakate, Film, Fernsehen, Werbung auf Messen und Ausstellungen, Werbedrucksachen) in Höhe von 4 % bei Anzeigen in Tageszeitungen bzw. von 11 % in allen anderen Fällen; bei Werbedrucksachen sind die Herstellungskosten die Bemessungsgrundlage, ansonsten bemisst sie sich nach dem Entgelt;
- Spanien: Die Gemeinden können Werbemaßnahmen auf ihrem Gebiet mit relativ unbedeutenden Steuern und Gebühren der verschiedensten Arten belegen.

Der US-Autor und Globalisierungskritiker David Korten wirbt in seinem Buch „When Corporations Rule the World“ (Wenn Unternehmen die Welt regieren) für eine 50-Prozent-Steuer auf Werbung. Damit will er dem Angriff der „aktiven Propagandamaschinerie entgegen treten, die von den größten Unternehmen der Welt kontrolliert wird“, und die „uns ständig beschwichtigt, dass der Konsum der Pfad zur Lebensfreude, öffentliche Einschränkungen der Marktzugänglichkeit die Ursache für unsere Leiden und die wirtschaftliche Globalisation eine historische Unabwendbarkeit als auch ein Segen für die Menschheit ist.“

## Werbung und Wissenschaft
Werbung ist Gegenstand wissenschaftlicher Betrachtungen; für die Werbewirtschaft wird geforscht und sie macht sich die Erkenntnisse anderer Wissenschaften zu Nutze. Im Zusammenhang mit einer Werbeaktion ist der Werbende bestrebt, mittels Marktforschung die Zielgruppe möglichst genau zu kennen und zu beschreiben, um die Kampagne genau planen und umsetzen zu können und um möglichst effizient zu werben. Ein ganzes Spektrum von Wissenschaften befasst sich entweder direkt mit Werbung und Marketing oder wird dazu genutzt, um Wirkungen von Werbung zu erkunden und zu verbessern. Zielgruppen, Psychologen und Kulturanthropologen wurden zu Teilen der Marktforschung. An Hochschulen wird, unterstützt von der Wirtschaft und in Zusammenarbeit verschiedener Disziplinen, hauptsächlich Psychologie, Anthropologie, Soziologie, Neurologie und anderer Verhaltenswissenschaften, ständig nach raffinierteren, ausgefeilteren und subtileren Methoden der Suggestion geforscht.
Unterschiedliche Wissenschaften beschäftigen sich, teilweise auch kritisch, mit der Werbung oder werden für Zwecke der Werbung herangezogen:
- Psychologie: Die moderne Werbung stützt sich heute wesentlich auf psychologische Theorien, wie man Subjekte schafft, womit die wissenschaftliche Psychologie zu einer Basis von Werbung und Marketing wurde (Verkaufspsychologie, Werbepsychologie, Marktpsychologie). In der Werbung verlagerte sich der Schwerpunkt von der Darbietung sachlicher Information auf die Darbietung symbolischer Assoziationen von Waren mit dem Ziel der sog. Aktivierung, da man materielle Eigenschaft und Nutzen eines verkauften Produktes nicht mehr als ausreichend betrachtet. Kritiker kritisieren, dass durch diese Aktivierung auch die „banalsten Güter des täglichen Bedarfes durch das Zaubersystem der Werbung mit symbolischen Qualitäten und kulturgeschwängerten Bedeutungen erfüllt werden.“ Gegenständen wird auf diese Weise und durch Abwandlung des Kontextes in der Werbung nahezu jede Bedeutung zugeordnet und dieselben Dinge werden – für verschiedene Individuen und Gruppen – mit unterschiedlichen beabsichtigten Bedeutungen versehen, wodurch letztendlich massenproduzierte Vorstellungen von Individualität angeboten werden.[112]

Das wichtigste Element der Werbung ist demnach in der Regel nicht die Information, die immer mehr in den Hintergrund rückt oder sogar gänzlich entfällt, sondern Suggestion. Diese umgeht möglichst die bewusste Wahrnehmungsebene und spricht direkt die unbewusste an. Hans-Georg Häusel, Vorstand der PoS-Beratung Nymphenburg und promovierter Psychologe, geht von der Erkenntnis der Hirnforschung aus, dass Menschen weit über 70 % ihrer Entscheidungen nicht rational, sondern – auf Emotionen beruhend – unbewusst treffen.
Daher macht sich Werbung das zu Nutze, was mehr oder weniger im Unbewussten der Menschen schlummert:
- Assoziationen und Triebe (Sexualtrieb, Herdentrieb),
- Wünsche (Glück, Gesundheit, Fitness, Aussehen, Selbstwertgefühl, Ansehen (Image, Reputation, Prestige), Zugehörigkeit, sozialer Rang, Identitätsstiftung, Abenteuer, Ablenkung, Belohnung),
- Ängste (Krankheit, Ekel, Schwächen, Einsamkeit, Mangel, Sicherheit),
- Mitgefühl, soziales Bewusstsein, Vorurteile oder
- tradierte Meinungen
- natürliches Schutzgefühl zu Kindern und
- Bequemlichkeiten.

„Alle menschlichen Bedürfnisse, Beziehungen und Ängste – die tiefsten Abgründe der menschlichen Psyche – werden zu reinen Mitteln für die Ausdehnung des Warenuniversums unter dem Druck der modernen Vermarktung.“
Werbung nutzt u. a. die Vorbildfunktion von Persönlichkeiten oder Sympathieträgern und setzt gezielt Humor sowie Assoziationen zu Farben, Tönen, bestimmten Namen und Begriffen ein. Zusammenfassend handelt es sich dabei um Faktoren der Selbstwertschätzung.
„Den Königsweg der Sachen und Zeichen ins subjektive Erleben stellt das Versprechen dar, dass ihr Konsum die Person unwiderstehlich macht. Es versteht sich, dass in einer Gesellschaft, in der das Einkommen an Aufmerksamkeit in den Vordergrund rückt, der Konsum im Sog der Selbstwertschätzung steht.“ Damit wird das Konsumieren „zur Arbeit an der Attraktivität der Person“, was der Werbung von der subjektiven Seite her ungeahnt weite Betätigungsfelder eröffnet. Die Werbung wird zu einer Lebensberatung in Sachen Attraktivität. „Der Kult um die Attraktivität der eigenen Person ist das, was der Sozialpsychologe Christopher Lasch als die Kultur des Narzissmus beschreibt.“
Da das Konsumentenverhalten primär an der Nahtstelle zwischen gewerblicher Wirtschaft und Konsum, also im Einzelhandel, werbepsychologisch beeinflussbar und messbar ist, beschäftigt sich damit vor allem die aus der traditionellen Handelsbetriebslehre erwachsene Forschungsrichtung der Handelspsychologie.
Die entsprechenden Aufmerksamkeitsstrategien erforscht die Werbepsychologie in Verbindung mit der Verkaufspsychologie.
Werbung und Marketing bedienen sich schon lange psychologischer Erkenntnisse und Forschungsmethoden, um Produkte zu verkaufen. Für Kritiker haben diese Praktiken aber epidemische Ausmaße erreicht, und das „unter der Komplizenschaft der psychologischen Zunft … Das Ergebnis ist eine unablässige Bombardierung durch Werbung und Marketing, die wohl das größte psychologische Einzelprojekt darstellt, das je unternommen wurde.“ McChesney bezeichnet die Werbung als „den größten konzertierten Versuch einer psychologischen Manipulation in der ganzen Menschheitsgeschichte“. Aufgrund des hochgradigen psychologischen Aspektes spricht der Architekturtheoretiker Georg Franck im Zusammenhang mit Werbung von einem mentalen Kapitalismus, wobei er mit „mental“ einen Begriff aufgreift, der vor allem bei Gruppen wie Adbusters Verwendung findet, die sich auch dem Schutz der mentalen Umwelt verschrieben hat. Franck verknüpft dabei die „Ökonomie der Aufmerksamkeit“ mit Christopher Laschs kulturpessimistischer „Kultur des Narzissmus“.
- Neurologie und Hirnforschung: Eng mit der Psychologie verzahnt sind Neurologie und Hirnforschung, die zur Erforschung und Verbesserung der Werbewirkung herangezogen werden und die das wachsende Interesse der Werbebranche genießen, wie z. B. die Teilnahme gleich einer ganzen Reihe von Hirnforschern am zwölften Welt-Marketing-Kongress 2005 in Münster belegt. In der Folgezeit arbeiteten Neurologen der Universitäten Bonn, München, Ulm und Magdeburg mit Ökonomen zusammen, unterstützt von großen Unternehmen wie DaimlerChrysler, der Deutschen Post oder der größten deutschen Werbeagentur, BBDO Germany, und weitere internationale Forschungsgruppen vor allem in den USA.[118]

Die Hirnforschung liefert Ansätze, wie eine Werbung zu gestalten ist, um das höchstmögliche Maß an Aufmerksamkeit (siehe unten) und Beeinflussung zu erreichen. Sie beschäftigt sich somit mit dem Konsumentenverhalten – wie, warum und wann ein potenzieller Kunde erreicht werden kann. Ein umstrittenes neues Marketinggebiet und Produkt der Werbewirkungsforschung ist Neuromarketing. Der Haufe-Verlag veröffentlichte 2007 ein Buch „Neuromarketing – Erkenntnisse der Hirnforschung für Markenführung, Werbung und Verkauf“, darin ein Kapitel mit dem Titel „Neuromarketing am Point of Sale (POS): Mit Neuronen zu Millionen“.
Neuromarketing bedient sich medizinischer Technologien wie der funktionellen Magnetresonanztomografie (fMRI), nicht um zu heilen, sondern um zu verkaufen (wie der US-amerikanische Medienkritiker, Professor Robert W. McChesney kritisch anmerkt). Dabei identifizieren funktionelle bildgebende Verfahren die Gehirnareale, die an der durch Emotionen erleichterten Merkfähigkeit beteiligt sind (bei positiven Emotionen unter anderem der Hippocampus und bei negativen Emotionen der Mandelkern).
Die Lernpsychologie bestätigt empirisch, dass sich ein Thema (auch ein Produktname) besser ins Gedächtnis einprägt, wenn es in einem emotional erregenden Kontext (kennen)gelernt wird. Solche emotionalen Erregungen können z. B. durch sexuelle Anspielungen oder durch Angst, Ekel oder Wut hervorgerufen werden.
- Die Soziologie sieht die Werbung als Sozialisationsinstanz und ist besonders wichtig für den Bereich der sozialen Einflüsse auf das Konsumverhalten, also darauf, wie Familie, Freunde, Meinungsführer und das restliche soziale Umfeld das Kaufverhalten Einzelner beeinflussen. Weiterhin ist Werbung auch eine besondere soziale Sanktion, die durch andere soziale Sanktionen (positive: Produktkauf, negative: Spott, Abwehrmaßnahmen) beantwortet wird (siehe Clausen 1964). Vgl. auch die Markensoziologie und das Klassenmodell nach Engel, Blackwell und Kollat.

Soziologische Erkenntnisse helfen, die Werbung auf ganz bestimmte Bevölkerungsgruppen und Stimmungen einzustellen.
- Die Betriebswirtschaftslehre legt vor allem Wert auf die Schwierigkeiten der Werbekostenrechnung und Werbeerfolgskontrolle. Sie unterscheidet „Werbung“ von der „werbenden Wirkung“ etwa der Produktgestaltung und Absatzstrategien allgemein (Erich Gutenberg). Hier ist auch die Marketingwissenschaft einzuordnen – sie ist mitverantwortlich für die Optimierung des Verkaufs. Das Handelsmarketing beschäftigt sich mit den zahlreichen Arteigenheiten der Handelswerbung, vor allem der Werbung des stationären Einzelhandels (z. B. Ansprache aller Sinne, persönliche Kundenansprache, kürzestfristige Werbeaktionen und -reaktionen, Werbung mit verbindlichen Preisangaben, spezifische Werbemittel, Minimierung von Streuverlusten, ökonomische Werbeerfolgskontrolle, Interaktion, Geschäftsimagewerbung, horizontale und/oder vertikale Werbekooperation).[119]

Aus betriebswirtschaftlicher Sicht ist Werbung ein Instrument in der Kommunikationspolitik, einem Teilbereich des Marketing-Mix. Hier steht sie neben dem Sponsoring sowie der Verkaufsförderung (Promotion), der Öffentlichkeitsarbeit (abgekürzt aus dem Englischen auch PR für Public Relations), dem Eventmarketing, den Messen und Ausstellungen, der persönlichen Kommunikation und dem Direktmarketing.
Neben den vielfältigen Wechselwirkungen mit den Funktionen des Marketing-Mix selbst sind hier insbesondere die Verknüpfung mit der glaubwürdigen Ansprache von Investoren und Geldgebern zur Unternehmensfinanzierung (Finanzkommunikation), der Umgang mit den eigenen Mitarbeitern (Personalmarketing) oder mit Lieferanten (Beschaffungsmarketing) zu nennen. Diese Komplexität kennzeichnet besonders die Werbung der (Binnen-)Groß- und Einzelhandelsunternehmen. Ihre Werbung bezieht auch vielfach Mitbewerber mit ein (z. B. kooperative Werbung in Verbundgruppen, Gemeinschaftswerbung, Quartierwerbung).
- Die Politikwissenschaft beschäftigt sich vor allem mit den Hintergründen und Formen von Propaganda und Agitation. In seinem Aufsatz „Advertising at the Edge of the Apocalypse“ (Werbung am Rand des Weltunterganges) bezeichnet Sut Jhally, Professor für Kommunikation an der Massachusetts-Amherst-Universität, die Werbung des 20. Jahrhunderts als das „mächtigste und nachhaltigste Propagandasystem in der Geschichte der Menschheit“ … „seine kumulativen kulturellen Auswirkungen werden, wenn sie nicht schnell gebändigt werden, für die Zerstörung der Welt, wie wir sie kennen, verantwortlich sein“.[51]
- Die Volkswirtschaftslehre betrachtet die Werbung als Wirtschaftszweig.
- Die Kommunikationswissenschaft ist in ihrer Stellung zur Werbung umstritten und sieht sich eher als Persuasionsforschung bzw. primär als Werbeträgerforschung. Sie ist maßgeblich für die Einbettung der Werbung in den redaktionellen Teil eines Massenmediums (siehe auch Öffentlichkeitsarbeit = Public Relations = PR).